# Liste d'historiens de l'art et de théoriciens de l'art
 (août 2013).
Si vous disposez d'ouvrages ou d'articles de référence ou si vous connaissez des sites web de qualité traitant du thème abordé ici, merci de compléter l'article en donnant les références utiles à sa vérifiabilité et en les liant à la section « Notes et références ».
Sont indiqués pour ces auteurs de référence ayant contribué aux réflexions sur l'art et son histoire, sur la culture, uniquement les principaux titres publiés (censés justifier leur présence dans cette liste) et la date de leur première édition. Se reporter à l'article pour un détail bibliographique.
À compléter par la lecture de (avec quelques superpositions) :
Cette page est le pendant des bibliographies synthétiques
On retrouve aussi ces intervenants dans les disciplines, les approches, les écrits sur l'art, où théories, critiques, objets et méthodologies sont complémentaires ou se superposent comme l'histoire culturelle, la sociologie de l'art, l'anthropologie de l'art ou culturelle, la sémiologie, la médiologie, la psychologie de l'art, la psychanalyse, les gender et cultural studies anglo-saxonnes, l'économie de la culture, la théorie de la littérature, l'art poétique et le wikilivre sur la philosophie de l'art, etc.
| Sources bio-bibliographiques Nos deux Lagarde et Michard, publ. dans la collection d'Emmanuel de Waresquiel Textes essentiels chez Larousse : * La peinture, dir. Jacqueline Lichtenstein avec J.-Fr. Groulier, N. Laneyrie-Dagen, D. Riout, Paris, 1995 ; réimpr. 1997 (ISBN 2-03-741027-1). * La poésie : textes critiques, XIVe – XXe siècle, réunis par Jean-Marie Gleize, Paris, 1995 (ISBN 2-03-741020-4). plus * Art en théorie, 1900-1990 : une anthologie, dir. par Charles Harrison et Paul Wood, Paris, 1997 (1re éd. 1993) (ISBN 2-85025-571-8) ; voir les deux autres vol. en anglais 1648-1815 et 1815-1900. * The art of art history : a critical anthology, sous la dir. de Donald Preziosi, Oxford, 1998 (ISBN 0-19-284242-0). Ces volumes peuvent être considérés comme des compléments à la référence : * Julius von Schlosser, La littérature artistique : manuel des sources de l'histoire de l'art moderne, Paris, 1984 (1re éd. 1924) ; réimpr. 1996 (ISBN 2-08-012602-4). Voir aussi sur le net : * (en) « Dictionary of Art Historians »(Archive.org • Wikiwix • Archive.is • Google • Que faire ?) (consulté le 4 mai 2013), dir. par Lee Sorensen et Monique Daniels, et al., Durham (NC), depuis 1986. * La base de données de Regards sur l'art contemporain (1955-2001), réunie par Pierre Courcelles avec Sophie-Charlotte Barrière, Paris, 1998-2001. * Nathalie Heinich, La sociologie de l'art, dans Encyclopædia Universalis, c. 2001. * Bibliographie : Théories de la culture, de la communication, de l'image (1930-1999), réunie par André Lange, Bruxelles, 2001 (« voir aussi »(Archive.org • Wikiwix • Archive.is • Google • Que faire ?) (consulté le 14 mai 2013) ou encore). Et les indispensables * Bibliographie de référence sur l’histoire de l’histoire de l’art, réunie par Dario Gamboni, Genève, 2005. * Bibliographie. De Jacob Burckhardt à Meyer Schapiro, préparée par Sophie Triquet, avec l’aide de Philippe Bordes et de Sarah Linford, Paris, 2009. plus la petite (!) dernière * (es + en + de) le site A Bibliography of Literary Theory, Criticism and Philology de José Ángel García Landa, Université de Saragosse, 2009 (14e éd.) ; avec Aesthetics-General par exemple. Enfin, des questions et disputes décisives : * Sur l’art et les moyens de son expérience. Pourquoi, comment rendre contemporain l’art ? Éléments de réflexions sur les outils de transmission. Entretiens avec Jean-Paul Curnier, Jacques Hainard, Krzysztof Pomian, Daniel Arasse, Etienne Jollet, Denys Riout, Xavier Douroux et Frank Gautherot, réunis par Christophe Domino, Paris, 2005 (Les Nouveaux commanditaires. Réflexions croisées) (« en ligne »(Archive.org • Wikiwix • Archive.is • Google • Que faire ?)). * Le blog de Christophe Henry, Remarques sur l'analyse de l'œuvre d'art ancienne, Univ. de Lyon II, 2007. * Recommended Books and Articles [Center for Art and Media. Zentrum für Kunst und Medientechnologie], sous la dir. de Hans Belting, Karlsruhe, 2007 (site Global Art and the Museum). Note : Les auteurs ou les titres cités dans la courte bibliographie de l'Histoire des arts avec le Louvre (sous la dir. de Maryvonne Cassan, Paris 2010 (ISBN 978-2-21894-307-2)) sont surlignés (n'ont pas été ajoutés les catalogues, essentiellement du Louvre). |

- Haut – A
- B
- C
- D
- E
- F
- G
- H
- I
- J
- K
- L
- M
- N
- O
- P
- Q
- R
- S
- T
- U
- V
- W
- X
- Y
- Z

## A
- Walter Abell, The Collective dream in art : a psycho-historical theory of culture based on relations between the arts, psychology and the social sciences (1957)
- James S. Ackerman (1919) (en), avec Rhys Carpenter (1889-1980) (en), Art and archaeology (1963)
- Laurie Adams (1941), The methodologies of art (1996)
- Hélène Adhémar (1910-1998), Watteau : sa vie, son œuvre précédé par René Huyghe (1906-1997) L'univers de Watteau (1950)
- Théodore Adorno (1903-1969), Théorie esthétique (Ästhetische Theorie) (éd. 1970)
- Irène Aghion, Claire Barbillon et François Lissarrague, Héros et dieux de l'Antiquité. Guide iconographique (2008)
- Alain (1868-1951), Système des Beaux-Arts (1920), Vingt leçons sur les Beaux-Arts (1931)
- Leone Battista Alberti (1404-1472) (fr), De statua (1434), De la peinture ((la) De pictura (it) Della pittura) (1435), L'art d'édifier (De re aedificatoria) (1492)
- Christopher Alexander (1936), The nature of order: An Essay on the Art of Building and the Nature of the Universe (2003-2004)
- Svetlana Alpers (c. 1940), Ut Pictura Noesis? Criticism in Literary Studies and Art History dans New Literary History (1972), Is Art History? dans Daedalus (1977), L'Art de dépeindre. La peinture hollandaise au XVIIe siècle (The Art of Describing : Dutch art in the seventeenth century) (1983), L'atelier de Rembrandt : la liberté, la peinture et l'argent (Rembrandt's Enterprise : The Studio and the Market) (1988)
- Mohammad Ali Amir-Moezzi, dir. du Dictionnaire du Coran (2007)
- Emmanuel Anati (1930), Origini dell'arte e della concettualità (1988)
- Yves-Marie André (1675-1764), Essai sur le beau, ou l'on examine en quoi consiste précisément le beau dans le physique, dans le moral, dans les ouvrages de l'esprit & dans la musique (1741)
- Frederick Antal (Frigyes Antal) (1887-1954) (en) (fr), Classicism and romanticism with other studies in art history (Klassizismus, Romantik und Realismus in der französisschen Malerei von der Mitte des XVIII. Jahrhunderts bis zum auftreten Géricault) (1914, éd. anglaise partielle en 1966), Florence et ses peintres : la peinture florentine et son environnement social, 1300-1450 (Florentine painting and its social background : the bourgeois Republic before Cosimo de'Medici's Advent to power, XIV and early XV centuries) (1947)
- Guillaume Apollinaire (1880-1918), Méditations esthétiques. Les Peintres cubistes (1913) et Chroniques d'arts (1902-1918)
- Daniel Arasse (1944-2003), Le Détail. Pour une histoire rapprochée de la peinture (1992), On n’y voit rien. Descriptions (2000)
- Sophie Archambault de Beaune, Les hommes au temps de Lascaux, 40000-10000 avant J.-C. (1995)
- Paul Ardenne, Art, l'âge contemporain : une histoire des arts plastiques à la fin du XXe siècle (1997)
- Hannah Arendt (1906-1975), La Crise de la culture : huit exercices de pensée politique (Between Past and Future : Eight exercises in political thought) (Zwischen Vergangenheit und Zukunft. Übungen im politischen Denken I. Texte 1954–1964) (1961 et 1968)
- Giulio Carlo Argan (1909-1992) (en), Storia dell'arte italiana (1937-1938), L'histoire de l'art et la ville : crise, culture, design (Storia dell'arte come storia della città) (1984)
- Aristote (Ἀριστοτέλης) (384 av. J.-C. - 322 av J.-C), Éthique à Nicomaque (Ἠθικὰ Νικομάχεια) et Poétique (Περί Ποιητικής)
- Carol M. Armstrong (1955), M. Catherine de Zegher, dir. de Women artists at the millennium (2006) somm.
- Rudolf Arnheim (1904) (en), Art and Visual Perception : A Psychology of the Creative Eye (1954), La pensée visuelle (Visual thinking) (1969)
- Etta Arntzen, Robert Rainwater, Guide to the literature of art history (1980) et Max Marmor, Alex Ross, Guide to the literature of art history 2 (2005)
- Stanley Aronowitz, Dead artists, live theories, and other cultural problems (1994)
- Jean Arrouye, François Bazzoli, Pierre Fresnault-Deruelle, et al. Une œuvre de Télémaque : fil, 1989, acrylique sur toile, 240 x 120 cm (1992)
- Karl Aschenbrenner (1911-1988) (en), The Concepts of Criticism (1974)
- Robert Atkins, Petit lexique de l'art contemporain (Art speak : a guide contemporary ideas, movements and buzzwords) (1990)
- Pierre Aubenque (1929), Le Problème de l'être chez Aristote : essai sur la problématique aristotélicienne (1962)
- Erich Auerbach, Mimésis : la représentation de la réalité dans la littérature occidentale (Mimesis : dargestellte Wirklichkeit in der abendländischen Literatur) (1946)
- George-Albert Aurier (1865-1892), Les Isolés : Vincent van Gogh (janvier 1890), Le symbolisme en peinture : Paul Gauguin (mars 1891)
- Souâd Ayada, Avicenne (2002), L'islam des théophanies : une religion à l'épreuve de l'art (2010)

- Haut – A
- B
- C
- D
- E
- F
- G
- H
- I
- J
- K
- L
- M
- N
- O
- P
- Q
- R
- S
- T
- U
- V
- W
- X
- Y
- Z

## B
- Gaston Bachelard (1884-1962), L'air et les songes (1943), La Poétique de la rêverie (1960)
- Joseph-Marc Bailbé, dir. de La Critique artistique : un genre littéraire (1983)
- Elizabeth Bakewell, et al., Object, Image, Inquiry : the Art Historian at Work (1988)
- Filippo Baldinucci (1624-1696/1697) (en), Notizie de' professori del disegno da Cimabue in quà (1658), Vocabolario toscano dell'arte del disegno (1681) (it) (it)
- Philippe Ball (1962), Histoire vivante des couleurs : 5000 ans de peinture racontée par les pigments (Bright earth : art and the invention of color) (2001)
- Jurgis Baltrusaitis (1903-1988), Le Moyen Âge fantastique : antiquités et exotismes dans l'art gothique (1955)
- Honoré de Balzac (1799-1850), Le Chef-d'œuvre inconnu (1831), La Fille aux yeux d'or (1835)
- François Baratte, Histoire de l'art antique : l'art romain (1996)
- Claire Barbillon, Les canons du corps humain au XIXe siècle : l'art et la règle (1998/2004)
- Xavier Barral i Altet, avec Danielle Gaborit-Chopin, François Avril, Le Temps des croisades (1982), dir. de Artistes, artisans et production artistique au Moyen Âge [1983] (1986-1990)
- Françoise Barbe-Gall, Comment parler d'art aux enfants : le premier livre d'art pour enfants destiné aux adultes (2002)
- Françoise Bardon (1925-2005), Le concert champêtre (1995-1996), Petit traité de picturologie (2000)
- Luc Baray, dir. de Archéologie des pratiques funéraires : approches critiques (2001-2004)
- Paola Barocchi, Trattati d'arte del Cinquecento fra manierismo e controriforma (1960-1962) et Scritti d'arte del Cinquecento (1971)
- Terry Barrett (1945), Criticizing art : understanding the contemporary (1994)
- Roland Barthes (1915-1980), Rhétorique de l'image (1964), S/Z (1970), La chambre claire : Note sur la photographie (1980), Essais critiques. III, L'obvie et l'obtus (éd. 1982)
- Jérôme Baschet, La chrétienté médiévale : représentations et pratiques sociales (2005)
- Ezio Bassani (1924), dir. de Le grand héritage : sculptures de l'Afrique Noire (1992)
- Roger Bastide (1898-1974), Art et société (1945)
- Oskar Bätschmann (1943), Einführung in die kunstgeschichtlliche Hermeneutik (1984)
- Charles Batteux (1713-1780), Les beaux-arts réduits à un même principe (1773) Gallica
- Charles Baudelaire (1821-1867), Le Peintre de la vie moderne (1863)
- Jean Baudrillard (1929-2007), Le système des objets (1968), Illusion/désillusion esthétique et Le complot de l'art (1996)
- Hermann Bauer (1929) (en), dir. de Probleme der Kunstwissenschaft (1963-1966), Kunsthistorik, Eine kritische Einführung in das Studium der Kunstgeschichte (1976)
- Willi Baumeister (1889–1955) Neue Typographie (1925/26), Das Unbekannte in der Kunst (1947)
- Alexander Gottlieb Baumgarten (1714-1762), Esthétique (Ästhetica) (1750 et 1758)
- Marcel Baumgartner, Einführung in das Studium der Kunstgeschichte (1998)
- Michael Baxandall (1933) (en), L'Œil du Quattrocento : l'usage de la peinture dans l'Italie de la Renaissance (Painting and experience in fifteenth century Italy, a primer in the social history of pictorial style) (1972), Formes de l'intention : sur l'explication historique des tableaux (Patterns of intention : on the historical explanation of pictures), Ombres et lumières (Shadows and Enlightenment) (1995)
- Marc Bayard et Nadeige Laneyrie-Dagen, dir. de L'histoire de l'art et le comparatisme : les horizons du détour (2005, éd. en 2007)
- Raymond Bayer (1898-1959), Histoire de l'esthétique (1961)
- Germain Bazin (1901-1990) (en), Histoire de l'histoire de l'art : de Vasari à nos jours (1986)
- Monroe Beardsley (1915-1985), Aesthetics : Problems in the Philosophy of Criticism2 (1958) (en)
- Howard Becker (1928), Les mondes de l'art (Art worlds) (1982)
- Jan Baptist Bedaux, The reality of symbols : studies in the iconography of Netherlandish art 1400-1800 (1990)
- Annie Becq, Genèse de l'esthétique française moderne : de la raison classique à l'imagination créatrice : 1680-1814 (1978/1984)
- Quentin Bell (1910-1996), The Art Critic and the Art Historian (1973)
- Émile Bellier de La Chavignerie (1821-1871), Louis Auvray (1810-1890) (fr), Dictionnaire général des artistes de l'école française, depuis l'origine des arts du dessin jusqu'en 1882 inclusivement : peintres, sculpteurs, architectes, graveurs et lithographe (1882)
- Giovanni Pietro Bellori (1613-1696), Vies des peintres, sculpteurs et architectes modernes (Vite de' pittori, scultori e architecti moderni) (1672)
- Hans Bellmer, Petite Anatomie de l’image (1957)
- Irene Below (1942), dir. Kunstwissenschaft und Kunstvermittlung (1975)
- Hans Belting (1935), L'image et son public au Moyen Âge (Das Bild und sein Publikum im Mittelalter : Form und Funktion früher Bildtafeln der Passion) (1981), L'histoire de l'art est-elle finie ? (Ende des Kunstgeschichte) (1983), Image et culte : une histoire de l'image avant l'époque de l'art (Bild und Kult : eine Geschichte des Bildes vor dem Zeitalter der Kunst) (1990), Das Ende der Kunstgeschichte : eine Revision nach zehn Jahren (1995), Pour une anthropologie des images (Bild-Anthropologie : Entwürfe für eine Bildwissenschaft) (2001), dir. avec Heinrich Dilly, Wolfgang Kemp, Willibald Sauerländer et Martin Warnke de Kunstgeschichte : eine Einführung (1986)
- Emmanuel Bénézit (1854-1920), Dictionnaire critique et documentaire des peintres, sculpteurs, dessinateurs et graveurs de tous les temps et de tous les pays par un groupe d'écrivains spécialistes français et étrangers (1911-1923, nouv éd. 1999)
- Françoise Benhamou, L'Économie de la culture (1996)
- Walter Benjamin (1892-1940), Petite histoire de la photographie (Kleine Geschichte der Photographie) (1931), L'Œuvre d'art à l'époque de sa reproductibilité technique (Das Kunstwerk im Zeitalter seiner technischen Reproduzierbarkeit) (1936)
- Agnès Benoit, Les Civilisations du Proche-Orient ancien : art et archéologie (2003)
- Bernard Berenson (1865-1959) (en), The study and criticism of Italian art (1901-1916), Metodo e attribuzioni (1947) et Esthétique et histoire des arts visuels (Aesthetics and history in the visual arts) (1948)
- John Berger (1926-), Voir le voir (Ways of Seeing) (1972) et avec Jean Mohr Une Autre façon de raconter (1981), La forme d’une poche (The Shape of a Pocket) (2001)
- René Berger (1915-), Découverte de la peinture (1958), Art et communication et La mutation des signes (1972), La Télé-fission (1976)
- Simone Bergmans, La peinture ancienne, ses mystères, ses secrets (1952)
- Michel Bernard (1927-), L'Expressivité du corps : recherche sur les fondements de la théâtralité (1976)
- Émile Bertaux (1869-1917), L'histoire de l'art et les œuvres d'art dans Revue de synthèse historique (1902)
- François Berthier (1937-2001), japonologue, spécialiste de l'art japonais
- Laurence Bertrand Dorléac, L'art de la défaite : 1940-1944 (1993), dir. avec Laurent Gervereau, Serge Guilbaut et al. de Où va l'histoire de l'art contemporain ? (1995-1997)
- Maurice Besset, Le Corbusier (1975)
- Jean Bessière (1943), Quel statut pour la littérature ? (2001)
- Peter Betthausen (1941), Peter Heinz Feist (1928), Christiane Fork, Metzler Kunsthistoriker Lexikon : zweihundert Porträts deutschsprachiger Autoren aus vier Jahrhunderten (1999, nouv. éd. 2007)
- Joseph Beuys (1921-1986), Par la présente, je n'appartiens plus à l'art [choix de textes] (1969-1986, réunis par Max Reithmann en 1988), Qu’est-ce que l'art ? (Was ist Kunst? Werkstattgespräch mit Beuys) (1986)
- Ranuccio Bianchi Bandinelli (1900-1975), Rome : le centre du pouvoir, l'art romain des origines à la fin du deuxième siècle (Roma : l'arte romana nel centro del potere) (1969)
- Laurence Binyon (en) (1869-1943), Introduction à la peinture de la Chine et du Japon (1911) (en)
- William Blake (1757-1827), Poetry and Prose (éd. en 1965 par David V. Erdman)
- Charles Blanc (1813-1882) (en), Histoire des peintres de toutes les écoles (1848-1876), The grammar of painting and engraving (Grammaire des arts du dessin : architecture, sculpture, peinture) (1867)
- Anthony Blunt (1907-1983), La Théorie des arts en Italie de 1450 à 1600 (Artistic theory in Italy) (1940), Art et architecture en France, 1500-1700 (Art and Architecture in France, 1500-1700) (1953) et Some Uses and Misuses of the Term Baroque and Rococo as applied to Architecture (1973)
- Augusto Boal (1931-2009), Théâtre de l'opprimé (Teatro do oprimido e outras poéticas políticas) (1962-1973, éd. 1975)
- Franz Boas (1858-1942), Primitive art (1927)
- Wilhelm von Bode (1845-1929) (en), Mein Leben (1930)
- Gottfried Boehm (1942), Was ist ein Bild? (1994)
- François Boespflug, Dieu et ses images : une histoire de l'Éternel dans l'art (2008)
- Olivier Bonfait et Brigitte Marin, dir. de Les portraits du pouvoir : actes du colloque [Lectures du portrait du pouvoir entre art et histoire] (2003)
- Jean-Claude Bonnet, dir. de L' empire des Muses : Napoléon, les Arts et les Lettres (2004)
- Marie-Jo Bonnet (1949), Les femmes dans l’art (2004)
- Olivier Bonfait, dir. de La description de l’œuvre d’art. Du modèle classique aux variations contemporaines (La descrizione dell'opera arte : dal modello classico della ecphrasis umanistica alle sue variazioni contemporanee) (2004)
- Yves Bonnefoy (1923), Le nuage rouge : essais sur la poétique (1965-1976, éd. 1977)
- Philippe Bordes et Régis Michel, dir. de Aux armes et aux arts ! les arts de la Révolution : 1789-1799 (1988)
- Dominique Borne et Jean-Paul Willaime, dir. de Enseigner les faits religieux : quels enjeux ? (2007)
- Nicolas Boileau (1636-1711), L’Art poétique (1674), Le Lutrin (1674-1683), et trad. du Traité du sublime (Περὶ ὕψους [Péri Hupsous]) du Pseudo-Longin (déb. du Ier siècle av. J.-C.) (en)
- Mario Borillo (fr), dir. de Approches cognitives de la création artistique (2002, éd. 2005)
- Bernard Bosanquet (1848-1923), A history of aesthetic (1892)
- Jean Bottéro, Babylone : à l'aube de notre culture, coll. « Découvertes Gallimard / Histoire » (no 230) (1994)
- Raymond Boudon (1934), De l’objectivité des valeurs artistiques ou les valeurs artistiques entre le platonisme et le conventionnalisme dans Archives de philosophie du droit 40 (1995)
- Jacques Bénigne Bossuet (1627-1704), Connaissance de Dieu et de soi-même (1670)
- Giovanni Bottari (1689-1775), Recueil de lettres sur la peinture, la sculpture et l'architecture (Raccolta di lettere sulla pittura, scultura ed architettura) (1754-1759)
- Jean-Paul Bouillon (1941), Mise au point théorique et méthodologique dansRevue d'histoire littéraire de la France (1980), Journal de l'Art nouveau, 1870-1914 (1985), avec Nicole Dubreuil-Blondin, Antoinette Ehrard, La Promenade du critique influent : anthologie de la critique d'art en France 1850-1900 (1990)
- Maïten Bouisset, Arte povera (1994)
- Charles Bouleau (1906), Charpentes : la géométrie secrète des peintres (1963)
- Pierre Bourdieu (1930-2002), avec Luc Boltanski (1940), Robert Castel (1933), Un art moyen : essai sur les usages sociaux de la photographie (1965), avec Alain Darbel L'Amour de l'art. Les musées et leur public (1966), La Distinction. Critique sociale du jugement (1979) et Les Règles de l'art. Genèse et structure du champ littéraire (1992)
- Jean-Claude Boyer, Barbara Gaehtgens et Bénédicte Gady, dir. de Richelieu, patron des arts (2009)
- Antonella Braida et Giuliana Pieri, dir. de Image and word : reflections of art and literature from the Middle Ages to the present (2003)
- Cesare Brandi (1906-1988), Teoria generale della critica (1974)
- Reinhard Brandt (1937), Philosophie in Bildern : von Giorgione bis Magritte (2000)
- Robert Branner (1927-1973) (en), Manuscript painting in Paris during the reign of Saint Louis : a study of styles (1972)
- Arnauld Brejon de Lavergnée, L'inventaire Le Brun de 1683. La collection de tableaux de Louis XIV (1987)
- Geneviève Bresc-Bautier, Le Louvre : architecture et décors (1995)
- André Breton, Manifeste du surréalisme
- Jacques Briard (1933), Les mégalithes de l'Europe atlantique : architecture et art funéraire : 5000 à 2000 ans avant J.C. (1995)
- Ossip Maximowitsch Brik (Осип Максимович Брик) (1888-1945), L’Artiste et la commune dans Les Arts Plastiques (IZO) (1919), Two Essays on Poetic Language (Zvukovye povtory et Ritm i sintaksis) (1919), De la théorie et de la pratique d’un scénariste (1936)
- Marcel Brion (1895-1984) (fr), La Peinture romantique (1967), Léonard de Vinci (1995), Michel-Ange (1995)
- David Britt (1939), dir. de L'art moderne : de l'impressionnisme au post-modernisme (Modern art : Impressionism to Post-Modernism) (1989)
- Peter Brook (1925), L'Espace Vide (The Empty Space) (1968)
- Alain Brossat, Le grand dégoût culturel (2008)
- David Alan Brown (1942), Berenson and the connoisseurship of Italian painting (1979)
- Jonathan Brown (1939), Velázquez (Velazquez : painter and courtier) (1986), Kings and Connoisseurs. Collecting Art in Seventeenth-Century Europe (1995)
- Georges Brunel, Tiepolo (1991)
- Jacob Burckhardt (1818-1897), Le Cicérone (Der Cicerone. Eine Anleitung zum Genuß der Kunstwerke Italiens) (1855), La Civilisation de la Renaissance en Italie (Die Kultur der Renaissance in Italien) (1860) et Considérations sur l'histoire universelle (Weltgeschichtliche Betrachtungen) (1868-1869 et 1905)
- Peter Burke, La Fabrication de Louis XIV (The fabrication of Louis XIV) (1992)
- Victor Burgin (1941), The end of art theory : criticism and postmodernity (1986)
- Werner Busch (de) (1944), Kunsttheorie und Kunstgeschichte des 19. Jahrhunderts in Deutschland, 1. Kunsttheorie und Malerei, Kunstwissenschaft (1982), dir. de Funkkolleg Kunst : eine Geschichte der Kunst im Wandel ihrer Funktionen (1987)
- Hans-Berthold Busse, Kunst und Wissenschaft, Untersuchungen zur Ästhetik und Methodik der Kunstgeschichtswissenschaft bei Riegl, Wölfflin und Dvorak (1981)
- Michel Butor (1926), Les mots dans la peinture (1969)

- Haut – A
- B
- C
- D
- E
- F
- G
- H
- I
- J
- K
- L
- M
- N
- O
- P
- Q
- R
- S
- T
- U
- V
- W
- X
- Y
- Z

## C
- Françoise Cachin (1936), dir. de L'Art du XIXe siècle, 1850-1905 (1990)
- John Cage (1912-1992), Silence : Discours et écrits (Silence [lectures and writings]) (1961), A year from Monday : New lectures and writings (1967), M : writings 67-72 (1973), Pour les oiseaux : entretiens avec Daniel Charles (1976)
- Charles Cahier (1807-1882), Nouveaux mélanges d'archéologie, d'histoire et de littérature (1874-1877)
- Isabelle Cahn (1954), Cadres de peintres (1989)
- Jean-Pierre Caillet, Fabienne Joubert, Catherine Jolivet-Lévy et Marianne Barrucaud, L'art du Moyen âge : Occident, Byzance, Islam (1995)
- Maurizio Calvesi (1927), Le Realtà del Caravaggio (1990)
- Gabriel Camps (1927-2002), Manuel de recherche préhistorique (1977)
- Enzo Carli (1910-1999) (en), La peinture siennoise (La pittura senese) (1955), Pittura pisana del Trecento (1958-1961)
- Flavio Caroli (1945), Stefano Zuffi (1961), Titien (1990)
- David Carrier (1944), Principles of art history writing (1991)
- David Carroll, The States of Theory : History, Art, and Critical Discourses (1990)
- Noël Carroll (1947), Philosophy of Mass Art (1998), et al. Theories of Art Today (2000)
- Albert Cassagne (1869-1916), La théorie de l'art pour l'art en France chez les derniers romantiques et les premiers réalistes (1906)
- Ernst Cassirer (1874-1945) (en), Philosophie des formes symboliques (Philosophie der symbolischen Formen) (1923-1929), La philosophie des Lumières (Die Philosophie der Aufklärung) (1932)
- Pierre-Georges Castex (1915-1995), La Critique d'art en France au XIXe siècle. I, Baudelaire (1957-1969)
- Enrico Castelnuovo (1929-2014), L'histoire sociale de l'art : un bilan provisoire (Per una storia sociale dell'arte) dans Paragone 313 et 323 (1976-1977), L’artista dans L'uomo medievale (1987)
- Baldassare Castiglione (1478-1529), Le livre du courtisan (Il Cortegiano) (1528) (la)
- Arcisse de Caumont (1801-1873), Abécédaire ou Rudiment d'archéologie (1850-1862)
- Anne Cauquelin, L'art contemporain (1992), Petit traité d'art contemporain (1996)
- Stanley Cavell (1926), À la recherche du bonheur. Hollywood et la comédie du remariage (Pursuits of happiness : the Hollywood comedy of remarriage) (1981), La projection du monde (The world viewed : reflections on the ontology of film) (1971)
- Richard Caves (1931), Creative industries : contracts between art and commerce (2000)
- Étienne Caveyrac, Art, documentation : les ressources documentaires en art contemporain (1994)
- Jean de Cayeux, Hubert Robert (1989)
- Le Comte de Caylus
- Léon Cellier (1911-1976), Parcours initiatiques (éd. 1977)
- Olivier Céna (1963), dir. de Art contemporain : le grand bazar (1992)
- Cennino Cennini (Cennino di Drea) (c. 1372 - av. 1420 ?), Le livre de l'art (Il libro dell'arte) (c. 1400) (it) (en)
- Paul Cézanne (1839-1906), éd par John Rewald (1912-1994) (en) Correspondance (1937 et 1978)
- Gérald Chaix, dir. de L'Europe de la Renaissance : 1470-1560 (2002)
- Jean-Luc Chalumeau (1939), Lectures de l'art : réflexion esthétique et création plastique en France aujourd'hui (1981), Les Théories de l’art : philosophie, critique et histoire de l’art de Platon à nos jours (1994)
- Jean Charbonneaux (1895-1969) (en), Roland Martin (1912-1997), François Villard (1924), Grèce archaïque, 620-480 avant J.-C, Grèce classique, 480-330 av. J.-C. (1969) et Grèce hellénistique, 330-50 avant J.-C. (1970)
- Daniel Charles (1935), Le Temps de la voix (1977 et 1978), Gloses sur John Cage (1978 et 2002)
- Isabelle Charpentier, dir. de Comment sont reçues les œuvres (2006)
- André Chastel (1918-1990), Reflets et regards : articles du Monde (1950-1975, éd. 1992), Histoire de l'art, fins et moyens : éditoriaux de la Revue de l'Art 1969-1979 (1980), Fables, formes, figures (1978), dir. de la traduction des Vies de Vasari (1981-1989), La pala ou le retable italien des origines à 1500 (1993, avec Christiane Lorgues-Lapouge), L'art français (1993-1996)
- Dominique Chateau, La question de la question de l'art : note sur l'esthétique analytique (Danto, Goodman et quelques autres) (1994), Épistémologie de l'esthétique (2000), et l'article Art (2004).
- François Châtelet (1925-1985), Lettre de la main gauche (1971)
- Jean Chatelus, Peindre à Paris au XVIIIe siècle (1991)
- François Cheng (1929), Vide et plein : le langage pictural chinois (1979), Souffle-esprit : textes théoriques chinois sur l'art pictural (1989)
- Mark Cheetham, Michael Ann Holly et Keith Moxey, dir. de The Subjects of Art History. Historical Objects in Contemporary Perspective (1988)
- Charles-Philippe de Chennevières-Pointel, pseud. Jean de Falaise (1820-1899), Recherches sur la vie et les ouvrages de quelques peintres provinciaux de l’ancienne France (1847), Essais sur l'histoire de la peinture française (1894) (fr)
- Eugène Chevreul (1786-1889), De la loi du contraste simultané des couleurs (1839)
- Jean-François Chevrier (1954), avec Catherine David Politics-Poetics. Documenta X : the book (1997), L'action restreinte : l'art moderne selon Mallarmé (2005)
- Ian Chilvers et Harold Osborne, dir. The Oxford dictionary of art (1988)
- Françoise Choay (c. 1925), L'Allégorie du patrimoine (1992)
- Olivier Christin, Du culte chrétien au culte de l’art : la transformation du statut de l’image (XVe – XVIIIe siècles) [article] (2002)
- Leopoldo Cicognara (1767-1834), Storia della scultura dal suo risorgimento in Italia : fino al secolo di Canova per servire di continuazione all'opere di Winckelmann e di d'Agincourt (1813-1816)
- Jean Clair (1940), Considérations sur l'état des beaux-arts : critique de la modernité (1983) et La Responsabilité de l'artiste (1997)
- Andrew J. Clark (1949), Maya Elston, Mary Louise Hart, Understanding Greek vases : a guide to terms, styles, and techniques (2002)
- Kenneth Clark (1903-1983) (en), Le Nu (The nude : a study of ideal art) (1953), L'histoire de l'art (The Study of Art History) (1956)
- Timothy James Clark (1943), The Absolute Bourgeois: Artists and Politics in France, 1848-1851 (1973) et Clement Greenberg's Theory of Art (1982)
- Paul Claudel (1868-1955), L'Œil écoute (1946)
- Karl Clausberg (1938), Wiener Schule - Russischer Formalismus - Prager Strukturalismus : Ein komparatistisches Kapitel Kunstwissenschaft dans Idea 2 (1983)
- Michel Colardelle, dir. de L'Homme et la nature au Moyen Âge: paléoenvironnement des sociétés occidentales (1993-1996)
- Alison Cole, La Renaissance dans les cours italiennes (Virtue and magnificence. Art of the italian renaissance courts) (1995)
- Robin George Collingwood (1889-1943), The Principles of art (1938) (en)
- Jean-Pierre Cometti, Jacques Morizot, Roger Pouivet, Questions d'esthétique (2000)
- Auguste Comte (1798-1857) (fr), Cours de philosophie positive lire en ligne ; Catéchisme positiviste ou Sommaire exposition de la religion universelle (1854)
- Gérard Conio (1938), avec Larissa Yakoupova, Le Constructivisme russe : textes théoriques, manifestes, documents (1987)
- Hazel Conway, dir. de Design History, a student's handbook (1987)
- Alain Corbin, Jean-Jacques Courtine et Georges Vigarello, dir. de Histoire du corps (2005-2006)
- Joël Cornette (1949) et Alain Mérot, Histoire artistique de l'Europe. Le XVIIe siècle (1999)
- Fanny Cosandey, Représenter une reine de France. Marie de Médicis et le cycle de Rubens au palais du Luxembourg [article] (2004)
- Edmond Couchot, La Technologie dans l’art. De la photographie à l’image virtuelle (1998)
- Raymond Court, Le Musical : essai sur les fondements anthropologiques de l'art (1976)
- Benedetto Croce (1866-1952), L'Esthétique comme science de l'expression et linguistique générale (Estetica come scienza dell'espressione e linguistica generale) (1900), La critique et l'historiographie artistique et littéraire (La critica e la storia delle arti figurative : questioni di metodo) (1934) (en)
- Alain Croix et Jean Quéniart, Histoire culturelle de la France. 2, De la Renaissance à l'aube des Lumières (1997)
- Thomas Crow (1948), L'atelier de David : émulation et révolution (Emulation, making artists for revolutionary France) (1994)
- Eric Crubézy, Élisabeth Lorans, Claude Masset, Archéologie funéraire (2000)
- Denys Cuche, La notion de culture dans les sciences sociales (1996)
- Robert Cumming (1943), L'art expliqué (Annotated art) (1995)
- Sophie Curtil, Milos Cvach (1945), L'art par 4 chemins (2005)
- William J.R. Curtis (1948), L'Architecture moderne depuis 1900 (Modern architecture since 1900) (1982)

- Haut – A
- B
- C
- D
- E
- F
- G
- H
- I
- J
- K
- L
- M
- N
- O
- P
- Q
- R
- S
- T
- U
- V
- W
- X
- Y
- Z

## D
- Marc Dachy (1952), Dada et les dadaïsmes. Rapport sur l'anéantissement de l'ancienne beauté (1994), Archives Dada / Chronique (2005)
- François Dagognet (1924), Le Musée sans fin (1984), Philosophie de l’image (1989)
- Philippe Dagen, (1959), et al. Apollinaire, critique d'art [exposition] (1993), dir. avec Françoise Hamon de Époque contemporaine. XIXe – XXe siècles (1995)
- Pierre Daix (1922), L'aveuglement devant la peinture (1970)
- Anne D’Alleva, Méthodes & théories de l'histoire de l'art (Methods and Theories of Art History) (2005)
- Hubert Damisch (1928), Histoire et/ou théorie de l'art dans Scolies 1 (1971), Théorie du nuage, pour une histoire de la peinture (1972), L'Origine de la perspective (1987), Le jugement de Pâris, 1. Iconologie analytique (1992)
- Egnatio Danti (1536-1586), Les deux règles de la perspective pratique de Vignole (Le due regole della prospettiva pratica di M. Iacomo Barozzi da Vignola) (1583, éd. 2003 par Pascal Dubourg Glatigny)
- Arthur Danto (1924), Le monde de l'art (The Artworld) dans The Journal of Philosophy (1964), La transfiguration du banal : une philosophie de l'art (The Transfiguration of the Commonplace : A Philosophy of Art) (1981), L'assujettissement philosophique de l'art (The philosophical disenfranchisement of art) (1988)
- Joseph Darracott (1934), Art Criticism : A User’s Guide (1991)
- Éric Darragon, Manet (1989), dir. de La provocation, une dimension de l'art contemporain (XIXe – XXe siècles) (2004)
- Jean Da Silva (1953), Faire voir, montrer et démontrer. De l'utilisation des croquis et schémas explicatifs dans les analyses et commentaires d'œuvres plastiques dans Voir et apprendre à voir. Université d'été organisée par le Musée d'Orsay et l'Université de Paris VIII, 1988 (1991)
- Maurice Daumas, Images et sociétés dans l'Europe moderne : 15e-18e siècles (2000)
- Douglas Davis (1933), Art and the future : a history/prophecy of the collaboration between science, technology, and art (1973)
- Mike Davis (1946), City of Quartz : Los Angeles, capitale du futur (City of quartz : excavating the future in Los Angeles) (1991)
- Guy Debord (1931-1994), La société du spectacle (1967)
- Régis Debray, Vie et mort de l'image, une histoire du regard en Occident (1992)
- Edgard De Bruyne (1898-1959), Études d'esthétique médiévale (1946)
- Élisabeth Décultot, Johann Joachim Winckelmann : enquête sur la genèse de l'histoire de l'art (2000)
- Thierry de Duve (1944) (en), Nominalisme pictural : Marcel Duchamp, la peinture et la modernité (1981-1984), Résonances du readymade : Duchamp entre avant-garde et tradition (1989)
- Eugène Delacroix (1798-1863), Journal (éd. en 1932)
- Philippe Delaveau (1950), dir. de Écrire la peinture : Colloque de 1987, Institut français du Royaume-Uni, King's college (1991)
- Gilbert Delcroix (1946), Marc Havel, Phénomènes physiques et peinture artistique (1988)
- Gilles Deleuze (1925-1995), Proust et les signes (1964), avec Félix Guattari Capitalisme et schizophrénie (1972-1980, dont L’art et la critique de l’anthropologie : Visages et images), Francis Bacon : logique de la sensation (1981), Cinéma I l’image-mouvement (1983), Cinéma 2 : l’imagetemps (1985)
- Célestin Deliège, Invention musicale et idéologies (1986)
- Renato Della Torre, Vita di Michelangelo : l'uomo, l'artista (1990)
- Jean Delumeau et Ronald Lightbown, Histoire artistique de l'Europe. La Renaissance (1996)
- René Démoris, dir. de Les Fins de la peinture (1990)
- Pierre Demargne (1903-2000), Naissance de l'art grec (1964)
- Jean-Paul Demoule, François Giligny, Anne Lehoërff, Guide des méthodes de l'archéologie (2002)
- Vivant Denon (1747-1825), Voyages dans la Basse et la Haute Égypte pendant les campagnes de Bonaparte, en 1798 et 1799 (1802), éd. par Amaury Duval Monuments des arts du dessin chez les peuples tant anciens que modernes, recueillis par Vivant Denon, pour servir à l'histoire des arts (1829) (fr)
- Jean-Louis Déotte (1946-2018), Le Musée, l'origine de l'esthétique (1993), Oubliez! Les ruines, l'Europe, le Musée (1994), L'Homme de verre. Esthétiques benjaminiennes (1998), L'Époque des appareils (2004), Cosmétiques : Simondon, Panofsky, Lyotard (2018)
- François Dépelteau, La démarche d'une recherche en sciences humaines : de la question de départ à la communication des résultats (1998)
- Jacques Derrida (1930-2004), La vérité en peinture (1978)
- Pierre Descargues, Rembrandt (1990)
- Madeleine Deschamp, La peinture américaine, les mythes et la matière (1981)
- Philippe Descola (1949), Par-delà nature et culture (2005)
- Max Dessoir (1867-1947) (de), Science générale de l'art (Ästhetik und allgemeine Kunstwissenschaft) (1906, et 1923)
- John Dewey (1859-1952), L'art comme expérience (Art as Experience) (1934)
- George Dickie (1926) (en), Art and the Aesthetic: An Institutional Analysis (1974), The Art Circle (1984)
- Denis Diderot (1713-1784), Recherches philosophiques sur l’origine et la nature du beau et Art dans l'Encyclopédie (1750-1765), Essais sur la peinture et Salons (1759-1781)
- Georges Didi-Huberman (1953), La Peinture incarnée. Suivi de Le chef-d'œuvre inconnu par Honoré de Balzac (1985), Devant l'image. Question posée aux fins d'une histoire de l'art (1990), Devant le temps : histoire de l'art et anachronisme des images (2000), L'Image survivante: histoire de l'art et temps des fantômes selon Aby Warburg (2002), Images malgré tout (2003)
- Heinrich Dilly (1941), Kunstgeschichte als Institution. Studien zur Geschichte einer Disziplin (1979), dir. de Altmeister moderner Kunstgeschichte (1990)
- Lorenz Dittmann (1928), Stil, Symbol, Struktur, Studien zu Kategorien der Kunstgeschichte (1967), dir. de Kategorien und Methoden der deutschen Kunstgeschichte, 1900-1930 (1985)
- François Djindjian (1950), Méthodes pour l'archéologie (1991)
- Ludovico Dolce (1508-1568) (it), Dialogue sur la peinture, intitulé l'Arétin (Dialogo della pittura, entitolato L'Aretino) (1557)
- Nikola Doll, avec Christian Fuhrmeister et Michael H. Sprenger dir. de Kunstgeschichte im Nationalsozialismus : Beiträge zur Geschichte einer Wissenschaft zwischen 1930 und 1950 [exposition] (2005), dir. et al. de Kunstgeschichte nach 1945 : Kontinuität und Neubeginn in Deutschland (2006)
- Jean-Philippe Domecq (1949), dir. de L'art contemporain contre l'art moderne ? Ce que nous cherchions et ce que nous voulons faire (1992), Artistes sans art ? (1994)
- P. Michael Doran, éd. de Conversations avec Cézanne de Émile Bernard, Jules Borély, Maurice Denis, Joachim Gasquet, etc. (1978)
- Jean Douchet (1929) (fr), La DVDéothèque de Jean Douchet (2006)
- Carol Doyon, Les histoires générales de l'art : quelle histoire ! (1991)
- Michel Draguet (1964), Chronologie de l'art du XXe siècle (1997)
- Jean-Baptiste Dubos (1670-1742), dit aussi l'abbé Du Bos, Réflexions critiques sur la poésie et la peinture (1718-1719)
- Jean Dubuffet (1901-1985), Prospectus et tous écrits suivants (1967), L'Homme du commun à l'ouvrage (1973)
- Georges Duby (1919-1996), Le Temps des cathédrales. L'Art et la société (980–1420) (1976), avec Jean-Luc Daval (1937) et al. dir. de La sculpture : de l'Antiquité au XXe siècle (1986-1991)
- Marcel Duchamp (1887-1968), Le processus créatif (The creative act [Lecture]) (1957), Duchamp du signe : écrits (Marchand du sel) (1959, éd. par Michel Sanouillet)
- Achille Duchêne (1866-1947), Les Jardins de l'avenir (1935)
- Gaston Duchet-Suchaux et Michel Pastoureau, La Bible et les saints : guide iconographique (1990)
- Thierry Dufrêne et Paul-Louis Rinuy, dir. de De la sculpture au XXe siècle (2001)
- Mikel Dufrenne (1910-1995), Phénoménologie de l'expérience esthétique (1953), Le Poétique (1963), Esthétique et philosophie (1967-1981), Art et politique (1974)
- Charles-Alphonse Dufresnoy dit Du Fresnoy (1611-1668), trad. par Roger de Piles L'art de peinture (De arte graphica) (1668)
- Anne-Marie Duguet (1947), Déjouer l'image : créations électroniques et numériques (2002)
- Georges Dumézil (1898-1986), Esquisses de mythologie [1-100] (1982-1994)
- Fabienne Dumont (1972), Des sorcières comme les autres. Artistes et féministes dans la France des années 1970, Presses Universitaires de Rennes, 2014
- Annie Duprat (1948), Images et histoire : outils et méthodes d'analyse des documents iconographiques (2007)
- Dominique Durand (1946), Daniel Boulogne (1949), Le Livre du mur peint : art et technique (1984)
- Albrecht Dürer (1471-1528), Les quatre livres d'Albert Durer (éd. 1557) contient Instruction sur la manière de mesurer (Vnderweysung der messung mit dem zirckel vnd richtscheyt [= Underweysung der Messung mit dem Zirkel und Richtscheyt]) (1525), Etliche vnderricht, zu befestigung der Stett, Schloß vnd Flecken (1527), Traité des proportions du corps humain (De Symetria partium in rectis formis huanorum corporum) (1528)
- Émile Durkheim (1858-1917), Trois leçons sur l'Esthétique, dans son Cours de philosophie (1884)
- Marcel Durliat (1917-2006), L'Art roman (1982)
- Jean Duvignaud (1921-2007), Sociologie de l'art (1967)
- Max Dvořák (1874-1921) (de) (en), L'Énigme de l'art des frères Van Eyck (Das Rätsel der Kunst der Brüder Van Eyck) (1904) et Idéalisme et le naturalisme dans la peinture et la sculpture gothique (Idealismus und Naturalismus in der gotischen Skulptur und Malerei) (1918), Über Greco und der Manierismus (1921)
- Jean-Jacques Dwelshauvers, voir Jacques Mesnil

- Haut – A
- B
- C
- D
- E
- F
- G
- H
- I
- J
- K
- L
- M
- N
- O
- P
- Q
- R
- S
- T
- U
- V
- W
- X
- Y
- Z

## E
- Charles Lock Eastlake (1793-1865) (en), Contributions to the literature of the fine arts (1848), Materials for a History of Oil Painting (1847-1869)
- Umberto Eco (1932), L'œuvre ouverte (Opera aperta) (1962), La structure absente (La struttura assente) (1968), Le signe (Segno) (1973), Les limites de l'interprétation (I limiti dell'interpretazione) (1990), avec Richard Rorty, Jonathan D. Culler (1944), Christine Brooke-Rose (1923) Interprétation et surinterprétation (Interpretation and overinterpretation) (1992), dir. de Histoire de la beauté (Storia della belleza) et Histoire de la laideur (Storia della bruttezza) (2004-2007)
- René Édouard-Joseph (fr), Dictionnaire biographique des artistes contemporains, 1910-1930 (1930-1936)
- Miguel Egaña, dir. de Du Vandalisme, esthétique et destruction, actes du colloque d'Amiens 2004 (2005)
- Anton Ehrenzweig (1908-1966), L'ordre caché de l'art : essai sur la psychologie de l'imagination artistique (The hidden order of art) (1961)
- Giulio Einaudi (1912-1999), dir. avec Giulio Bollati et Paolo Fossati de Storia dell'arte italiana (1979-1983)
- Rudolf Eitelberger (1817-1885) (en) (en), Gesammelte kunsthistorische Schriften (1879-1894)
- Mircéa Eliade, Images et symboles (1986)
- Norbert Elias (1897-1990), Sur le processus de civilisation (Über den Prozeß der Zivilisation) (1939), La Société de cour (Die höfische Gesellschaft : Untersuchungen zur Soziologie des Königtums und der höfischen Aristokratie) (1969), Mozart. Sociologie d'un génie (Mozart. Zur Soziologie eines Genies) (éd. post. 1991)
- Allan Ellenius (1927), dir. de Iconographie, propagande et légitimation (Iconography, propaganda, and legitimation) (1998)
- Jacques Ellul (1912-1994), L'empire du non-sens : l'art et la société technicienne (1980)
- John Elsner (1962) et Roger Cardinal (1940), dir. de The cultures of collecting (1994)
- Alain Erlande-Brandenburg (1937), L'art gothique (1983), La Conquête de l'Europe : 1260-1380 (1987), Le Sacre de l’artiste. La création au Moyen Âge XIVe – XVe siècle (2000)
- Victor Erlich (1914), Russian formalism : history, doctrine (1954 et 1955)
- Claude Esteban (1935-2006), L'Immédiat et l'Inaccessible (1978), Traces, Figures, Traversées : essais sur la peinture contemporaine (1985), Soleil dans une pièce vide (1991), Le Travail du visible et autres essais (1992), La Dormition du Comte d'Orgaz (2002), L'Ordre donné à la nuit (2005)
- Leopold Ettlinger (1913-1989) (en), dir. de Wien und die Entwicklung der kunsthistorischen Methode. Akten des XXV. Internationalen Kongresses für Kunstgeschichte 1 (1984)

- Haut – A
- B
- C
- D
- E
- F
- G
- H
- I
- J
- K
- L
- M
- N
- O
- P
- Q
- R
- S
- T
- U
- V
- W
- X
- Y
- Z

## F
- Bartolomeo Facio ou Fazio (Bartholomaus Facius) (c. 1400 – 1457) (it) (en), De viris illustribus (1456, éd. 1744)
- France Farago, L'art (1998)
- Élie Faure (1873-1937), Formes et Forces (1907), Histoire de l'art (1920-1921 et 1928), L'esprit des formes (1927)
- André Félibien (1619-1695), Entretiens sur les plus excellens peintres (1686-1688)
- Félix Fénéon (1861-1944), Œuvres (éd. 1945)
- Dominique Fernandez (1929), La Perle et le Croissant : L'Europe baroque de Naples à Saint-Pétersbourg (1995)
- Eric Fernie, Art History and its Methods. A Critical Anthology (1994)
- Mathilde Ferrer, Marie-Hélène Colas-Adler, dir. de Groupes, mouvements, tendances de l'art contemporain depuis 1945 (1989)
- Jean-Louis Ferrier (1926), dir. de L'Aventure de l'art au XXe siècle (1990), Trois mirifiques : Jean-Pierre Raynaud, Christian Boltanski, Giovanni Anselmo : anti-éloges (1995)
- Luc Ferry, Homo aestheticus, l'invention du goût à l'âge démocratique (1990)
- Christian Fevret et Pascal Bertin, dir. de Interviews [137 interviews d'artistes qui font la culture d'aujourd'hui] (1987-2007)
- Henri Feyt, Regarder la peinture, une méthode (1993)
- Charlotte Fiell (1965) et Peter Fiell (1953), Design du XXe siècle (Design of the 20th century) (1999)
- Johann Dominico Fiorillo (1748-1821) (de) (en), Geschichte der Zeichenenden Künste (1798-1801), Kleine Schriften artistischen Inhalts (1803-1806)
- Alekseï Fiodorov-Davydov (1900-1969), Russkoe i sovetskoe iskusstvo : statʹi i ocherki (1975), Isaak Ilʹich Levitan : zhiznʹ i tvorchestvo, 1860-1900 (1976), Ilʹi︠a︡ Efimovich Repin (1989)
- Hervé Fischer (1941), Théorie de l'art sociologique (1977), L'histoire de l'art est terminée (1981), L'avenir de l'art, éditions vlb, 2011,
- Virginia L. Fitzpatrick (1938), Art history : a contextual inquiry course (1992)
- Christine Flon, dir. de Le grand atlas de l'art (1993 ; nouv. éd. 2004 Le monde de l'art)
- Henri Focillon (1881-1943), La Peinture au XIXe siècle. Du Réalisme à nos jours (1928), Vie des formes (1934) et Art d'Occident (1938) (fr)
- Władysław Folkierski, Entre le classicisme et le romantisme : étude sur l'esthétique et les esthéticiens du XVIIIe siècle (1925)
- André Jean Charles Fontaine (1869-1951), Conférence inédites de l'Académie Royale de Peinture et de Sculpture (1903), Les doctrines d'art en France : peintres, amateurs, critiques. De Poussin à Diderot (1909)
- Jan Fontein, Rose Hempel (1920), China, Korea, Japan (1968)
- Viviane Forrester (1925), Van Gogh ou l'Enterrement dans les blés : biographie (1983)
- Kurt Forster, avec Hubert Locher Theorie der Praxis : Leon Battista Alberti als Humanist und Theoretiker der bildenden Kunste (1999)
- Hal Foster (1955) (en), Le retour du réel : situation actuelle de l'avant-garde (The return of the real : the avant-garde at the end of the century) (1996)
- Michel Foucault (1926-1984), Les Mots et les choses : une archéologie des sciences humaines (1966), avec René Magritte (1898-1967), Ceci n'est pas une pipe (1973), Dits et écrits (1994)
- HeleneCaroline Fournier (1972),(fr) Pour une lecture éclairée de l'art contemporain (2015)
- Pierre Francastel (1900-1970) (fr), Peinture et société. Naissance et destruction d’un espace (1951), Art et technique aux XIXe et XXe siècles : la genèse des formes modernes (1956), La réalité figurative : éléments structurels de sociologie de l'art (1965), Études de sociologie de l'art (1970), L'Image, la vision et l'imagination : l'objet filmique et l'objet plastique (éd. en 1983)
- Isabelle Frank, dir. de The Theory of Decorative Art : An Anthology of European and American Writings, 1750–1940 (2000)
- Paul Frankl (1879-1962) (de), Die Entwicklungsphasen der neueren Baukunst (1914) et Das System der Kunstwissenschaft (1938)
- Francis Frascina, avec Briony Fer, Charles Harrison, Paul Wood, et al., Modern art, practices and debates (1993)
- Nancy Frazier, The Penguin Concise Dictionary of Art History (1999)
- Maurice Fréchuret (1947), Le mou et ses formes : essai sur quelques catégories de la sculpture du XXe siècle (1993)
- Sydney Joseph Freedberg (1914-1997) (en), Painting of the High Renaissance in Rome and Florence (1961), Autour de 1600 : une révolution dans la peinture italienne (Circa 1600 : a revolution of style in Italian painting) (1983)
- Cynthia A. Freeland, Art theory : a very short introduction (2001)
- Pierre Fresnault-Deruelle (1943), La peinture au péril de la parole : dé-peindre (1995), Des images lentement stabilisées : quelques tableaux d'Edward Hopper (1998), Petite iconologie des images peintes : la récitation du tableau (2000)
- Sigmund Freud (1856-1939) (fr), Un souvenir d'enfance de Léonard de Vinci (Eine Kindheitserinnerung des Leonardo da Vinci) (1910) et Le Moïse de Michel-Ange (Der Moses des Michelangelo) (1914)
- Dagobert Frey (1883-1962) (de), Kunstwissenschaftliche Grundfragen : Prolegomena zu einer Kunstphilosophie (1946)
- Martin Frishman, Hasan-Uddin Khan, dir. de The mosque : history, architectural development & regional diversity (1994)
- Patricia Fride R. Carrassat, Isabelle Marcadé, Comprendre et reconnaître les mouvements dans la peinture (1993)
- Michael Fried (1939) (en), Art and Objecthood (1967), La place du spectateur. Esthétique et origines de la peinture moderne (Absorption and theatricality : painting and beholder in the age of Diderot) (1980)
- Michel Frizot, dir. de Nouvelle histoire de la photographie (1994)
- Claude Frontisi (c. 1940), Klee : "Anatomie d'Aphrodite" : le polyptyque démembré (1990), dir. de Histoire visuelle de l'art (2001)
- Clemens Fruh, dir. avec Raphael Rosenberg et Hans-Peter Rosinski de Kunstgeschichte, aber wie ? : zehn Themen und Beispiele (1989)
- Roger Fry (1866-1934) (en), Vision and Design (1920), Art-History as an Academic Study : An Inaugural Lecture Delivered in the Senate House (1933) (en)
- David Fuller, Patricia Waugh, The arts and sciences of criticism (1999)
- Johann Heinrich Füssli (Henry Fuseli) (1741-1825), Conférences sur la peinture (Lectures on Painting) (1801-1823) (en)

- Haut – A
- B
- C
- D
- E
- F
- G
- H
- I
- J
- K
- L
- M
- N
- O
- P
- Q
- R
- S
- T
- U
- V
- W
- X
- Y
- Z

## G
- Danielle Gaborit-Chopin, Ivoires du Moyen Âge (1977)
- Hans Georg Gadamer (1900-2002), Vérité et méthode [partielle] (Wahrheit und Methode) (1960)
- Thomas W. Gaehtgens (1940), Krzysztof Pomian (1934), et al. Histoire artistique de l'Europe. Le XVIIIe siècle (1998), dir. avec Nicole Hochner de L'image du roi de François Ier à Louis XIV (2006)
- Murielle Gagnebin, Pour une esthétique psychanalytique. L’Artiste, stratège de l’inconscient (2000)
- Jean Galard (1937), Mort des beaux-arts (1971)
- Alain Gallay (1938), L'archéologie demain (1986)
- Dario Gamboni (1954), La géographie artistique (1987), Bibliographie de référence sur l’histoire de l’histoire de l’art (2005)
- Harold Garfinkel (1917), Recherches en ethnométhodologie (Studies in ethnomethodology) (1967)
- Charles Garnier (1825-1898), À travers les arts : causeries et mélanges (1869)
- Colette Garraud, L'idée de nature dans l'art contemporain (1994)
- Berys Gaut, Dominic Lopes, dir. de The Routledge companion to aesthetics (2001) (fr)
- Paul Gauguin (1848-1903), Oviri. Écrits d’un sauvage [textes choisis] (1892-1903 ; éd. 1974 par Daniel Guérin), Noa Noa (1893-1894 ; première éd. 1901 par Charles Morice), Racontars de rapin (1902, première éd. 1951 par Hélène Chastanet)
- Théophile Gautier (1811-1872), Critique d'art, Extraits des Salons (1833-1872), L'art moderne (1856) « (fr) »(Archive.org • Wikiwix • Archive.is • Google • Que faire ?) (consulté le 27 mai 2013) « (fr) »(Archive.org • Wikiwix • Archive.is • Google • Que faire ?) (consulté le 4 mai 2013)
- Gustave Geffroy (1855-1926), La vie artistique (1892-1903)
- Jan Gerrit van Gelder (1903-1980) (en) (fr), Kunstgeschiedenis en Kunst (1946)
- Alfred Gell, Art and Agency : An Anthropological Theory (1998)
- Gérard Genette (1930), L’œuvre de l’art. Immanence et transcendance (1994), L’œuvre de l’art. La relation esthétique (1997)
- Christopher Green (1943), Art in France : 1900-1940 (2000)
- Sylvie Germain (1954), Patience et songe de lumière : Vermeer (1996)
- Stefan Germer (1958) et Nadine Blamoutier, éd. de Vies de Poussin [par] Bellori, Félibien, Passeri, Sandrart (1994)
- Laurent Gervereau (1956), Voir, comprendre, analyser les images (1994)
- Lorenzo Ghiberti (1378/1381-1455), Commentaires (I commentarii) (c. 1450)
- Carol Gibson-Wood, Studies in the Theory of Connaisseurship from Vasari to Morelli (1988)
- Katharine Everett Gilbert, Helmut Kuhn (1899-1991), A history of esthetics (1939 et 1956)
- Etienne Gilson (1884-1978), Introduction aux arts du beau (1963), La société de masse et sa culture (1967), Peinture et réalité (1972)
- Victor Ginsburgh, David Throsby, dir. de Handbook of the economics of art and culture (2006)
- Carlo Ginzburg (1939) (en), avec Enrico Castelnuovo Domination symbolique et géographie artistique dans l’histoire de l’art italien (Centro e periferia) dans Storia dell’arte italiana, I Parte (1979), Signes, traces, pistes. Racines d'un paradigme de l'indice dans Le débat (novembre 1980), Enquête sur Piero della Francesca (Indagini su Piero : il Battesimo, il ciclo di Arezzo, la Flagellazione di Urbino) (1981)
- Francine Girard (1943), Apprécier l'œuvre d'art : un guide (1995)
- Jean-Marie Gleize, (1946), éd. de La poésie. Textes critiques : XIVe – XXe siècle (1995)
- Guillaume Glorieux, À l'enseigne de Gersaint : Edme-François Gersaint, marchand d'art sur le pont Notre-Dame (1694-1750) (2002)
- Jean-Luc Godard (1930), Jean-Luc Godard par Jean-Luc Godard (1985), Histoire(s) du cinéma (1988-1998)
- Johann Wolfgang von Goethe (1749-1832), Théorie des couleurs (Die Farbenlehre) (1810), Écrits sur l'art [textes choisis] (Über Kunst und Altertum) (1816–1832) (fr)
- RoseLee Goldberg, La performance : du futurisme à nos jours (Performance art : from futurism to the present) (1988)
- Lucien Goldmann (1913-1970), Le Dieu caché (1956)
- Ernst Gombrich (1909-2001) (en), Histoire de l'art (The Story of Art) (1950), Das Atlantisbuch der Kunst : Eine Enzyklopädie der bildenden Künste (1952 et 1992), Psycho-analysis and the History of Art (1954), L'art et l'illusion, psychologie de la représentation picturale (Art and Illusion) (1959), En quête de l'histoire culturelle (In Search of Cultural History) (1969), Ideal and Idols : Essays on Values in History of Art (1978) et Kunst und Fortschritt, Wirkung und Wandlung einer Idee (1979), L'Écologie des images (varia, éd. 1983)
- Edmond de Goncourt (1822-1896) et Jules de Goncourt (1830-1870), L'art du dix-huitième siècle (1860)
- Nelson Goodman (1906-1998), Langages de l'art (Languages of Art : An Approach to a Theory of Symbols) (1968), avec Catherine Elgin Esthétique et connaissance : pour changer de sujet (Reconceptions in Philosophy and other Arts and Sciences) (1988)
- Louis Gonse (1846-1921), L’art japonais  (1883) (fr)
- André Grabar (1896-1990), La peinture religieuse en Bulgarie (1928), L'empereur dans l'art byzantin : recherches sur l'art officiel de l'empire d'Orient  (1936), La peinture byzantine : étude historique et critique (1979)
- Oleg Grabar (1929), La formation de l'art islamique (The formation of islamic art) (1973), Penser l’art islamique. Une esthétique de l’ornement (1996)
- Robert Grave, Les mythes grecs (The Greek myths) (1955)
- Clement Greenberg (1009-1994) (en), Towards a Newer Laocoon dans Partisan Review (1940, nouv. éd. 1986), Art et Culture (Art and Culture) (1961)
- Jean Grenier (1898-1971), Essais sur la peinture contemporaine (1951 et 1959), L'art et ses problèmes  (1970)
- Christopher Grey, Cubist Aesthetic Theory (1953)
- Nicolas Grimaldi (1933), L'art ou La feinte passion : essai sur l'expérience esthétique (1983)
- Marie-Hélène Grinfeder, Les années Supports surfaces : 1965-1990 (1991)
- Evert van der Grinten (1920), Enquiries into the History of Art-Historical Writing (1952)
- Louis Grodecki (1910-1982), et al. Le Siècle de l'an mil (1974), Architecture gothique (1976-1981), avec Catherine Brisac Le vitrail gothique au XIIIe siècle (1984)
- Groupe µ, Francis Édeline, Jean-Marie Klinkenberg, Philippe Minguet, Traité du signe visuel : pour une rhétorique de l'image (1992)
- René Grousset (1885-1952), La Chine et son art (1951)
- Alain Gruber, dir. de L’Art décoratif en Europe (1992-1994)
- Stéphane Guégan, Théophile Gautier, la critique en liberté (1997)
- Charlotte Guichard (1974), Les amateurs d'art à Paris au XVIIIe siècle (2005/2008)
- Jean Guichard-Meili (1922-1994), Lectures de la peinture : d’Ingres à Michaux (1950-1975)
- Jules Guiffrey (1840, 1918)
- Jean Guilaine (1936), dir. de La Préhistoire française (1976)
- Serge Guilbaut (1943), Comment New York vola l'idée d'art moderne (How New York stole the idea of modern art : abstract expressionism, freedom, and the cold war) (1983)
- Anna Guilló, Tête-à-tête : pour (ou contre) une herméneutique plastique de l'œuvre d'art (2002, non éd.) (fr)
- Robert van Gulik (1910-1967), Chinese pictorial art as viewed by the connoisseur : notes on the means and methods of traditional Chinese connoisseurship of pictorial art, based upon a study of the art of mounting scrolls in China and Japan (1958)

- Haut – A
- B
- C
- D
- E
- F
- G
- H
- I
- J
- K
- L
- M
- N
- O
- P
- Q
- R
- S
- T
- U
- V
- W
- X
- Y
- Z

## H
- Nicos Hadjinicolaou, Histoire de l'art et luttes des classes (1978)
- Marlite Halbertsma (1947) et Kitty Zijlmans, dir. Gesichtspunkte : Kunstgeschichte heute (Gezichtspunten : een inleiding in de methoden van de kunstgeschiedenis) (1993)
- James Hall (1918-2007) (en), Dictionnaire des mythes et des symboles (Dictionary of subjects and symbols in art) (1974), The world as sculpture : the changing status of sculpture from the Renaissance to the present day (1999)
- Pierre Hamp (1876-1962), L'Art et le travail (1927)
- Ann Sutherland Harris et Linda Nochlin, Femmes peintres 1550-1950 (Women artists 1550-1950) (1976)
- Jonathan Harris, The New Art History : a Critical Introduction (2001)
- Charles Harrison (1942), Paul Wood (1949), et al., dir. de Art en théorie (Art in theory : an anthology of changing ideas) (1993, puis 1998-2003)
- Frederick Hartt (1914-1991) (en), Michel-Ange : toute la sculpture (Michelangelo : the complete sculpture) (1968), Michelangelo drawings (1970), Art : a history of painting, sculpture, architecture (1976)
- Francis Haskell (1928-2000) (en), Mécènes et peintres (Patrons and painters : a study in the relations between Italian art and society in the age of the Baroque) (1963), La Norme et le caprice : redécouvertes en art (Rediscoveries in Art: Some Aspects of Taste, Fashion and Collecting in England and France) (1976), avec Nicholas Penny Pour l'amour de l'Antique : la statuaire gréco-romaine et le goût européen, 1500-1900 (Taste and the Antique : the lure of classical sculpture, 1500-1900) (1981), L'historien et les images (History and its images) (1993)
- Markus Hattstein et Peter Delius, Arts et civilisations de l'Islam (Islam, Kunst und Architektur) (2000)
- Arnold Hauser (1892-1978) (de) (en) (fr), Histoire sociale de l'art et de la littérature (Sozialgeschichte der Kunst und Literatur) (1953), Philosophie der Kunstgeschichte (1958), The Sociology of Art (Soziologie der Kunst) (1974)
- Raoul Hausmann (1886-1971), Courrier Dada (1958)
- Olga Hazan, Le mythe du progrès artistique : étude critique d'un concept fondateur du discours sur l'art depuis la Renaissance (1999)
- William Hazlitt (1778-1830) (en), Du Plaisir de peindre (On Pleasure of Painting) (1820)
- Christian Heck, dir. de Histoire de l'art. [2], Moyen âge : chrétienté et Islam (1996)
- Georg Wilhelm Friedrich Hegel (1770-1831), La Phénoménologie de l'esprit (Phänomenologie des Geistes) (1807), Leçons d'esthétique (Vorlesungen über Ästhetik [Philosophie der Kunst]) (1835-1838) (fr), et les extraits La poétique (éd. 1955)
- Martin Heidegger (1889-1976), Interprétation phénoménologique de la Critique de la raison pure de Kant (Anfänger: Phänomenologische Übungen : Kant, Kritik der reinen Vernunft (1925-1926), De L'origine de l'œuvre d'art (Vom Ursprung des Kunstwerks : Erste Ausarbeitung) (1931-1935), L'Art et l'espace (Die Kunst und der Raum (1969)
- Ernst Heidrich, Beiträge zur Geschichte und Methode der Kunstgeschichte (1968)
- Nathalie Heinich (1955), Du peintre à l’artiste, artisans et académiciens à l’âge classique (1993), Le triple jeu de l'art contemporain : sociologie des arts plastiques (1998) et La sociologie de l'art (2001)
- Claude Held (1936), Rencontre avec Goya : les caprices [poèmes] (1993)
- Jutta Held et Norbert Schneider (1945), Grundzüge der Kunstwissenschaft : Gegenstandsbereiche - Institutionen - Problemfelder (2007)
- Nancy G. Heller, Femmes artistes (Women artists, an illustrated history) (1987), Why a painting is like a pizza : a guide to understanding and enjoying modern art (2002)
- Antoine Hennion (1952), La passion musicale : une sociologie de la médiation (1993)
- Dieter Henrich et Wolfgang Iser (1926), dir. de Theorien der Kunst (1982)
- Michel d'Hermies, Art et sens (1974)
- François Hers (1943), Le Manifeste des Nouveaux commanditaires (1991)
- Hilde Heynen, Architecture and modernity : a critique (1999)
- Adolf von Hildebrand (1847-1921), Über die Beurteilung von Werken der Bildenden Kunst (1876), Le problème de la forme dans les arts plastiques (Das Problem der Form in der bildenden Kunst) (1893)
- Richard Hoggart, La culture du pauvre : étude sur le style de vie des classes populaires en Angleterre (The Uses of Literacy : Aspects of Working Class Life) (1957)
- William Hogarth, L'Analyse de la beauté (The Analysis of Beauty) (1753)
- Francisco de Holanda (1517-1584), De la peinture. Dialogues (Quatro diálogos da pintura antiga) (c. 1548)
- Elizabeth Holt (1906-1987) (en), A Documentary History of Art (1957)
- Bernard Holtzmann (1942), dir. de L'art de l'Antiquité (1995-1997), avec Alain Pasquier Histoire de l'art antique : l'art grec (1998), L'Acropole d'Athènes : monuments, cultes et histoire du sanctuaire d'Athéna Polias (2003)
- Horace (65-8 av. J.-C.), Ars Poetica ou Épître aux Pisons ou Art poétique (20-18)[1]
- Herbert Horne (1864-1916) (en), avec Bernard Berenson Burlington Magazine (à partir de 1903), Alessandro Filipepi Commonly called Sandro Botticelli (1908)
- Heinrich Gustav Hotho (1802-1873) (de) (en), Vorstudien zu Leben und Kunst (1835)
- Eduard Hüttinger (1926-1998), Porträts und Profile : zur Geschichte der Kunstgeschichte (1992)
- Victor Hugo (1802-1885), Perfection des chefs-d'œuvre extrait de L'Art et la science (1864)
- David Hume (1711-1776) (en), Les essais esthétiques (Hume's Aesthetics) (varia) dont Dissertation sur le critère du goût (Of the Standard of Taste) (1757) (fr) (en)
- Francis Hutcheson (1694-1746), Recherches sur l'origine des idées que nous avons de la beauté et de la vertu (An inquiry into the Original of our Ideas of beauty and virtue) (1725)
- Eduard Hüttinger ou Huettinger (1926-1998) (en), Porträts und Profile. Zur Geschichte der Kunstgeschichte (1992)
- René Huyghe (1906-1997), L'univers de Watteau (1950), Dialogue avec le visible (1955), L'Art et l'Âme (1960), Les puissances de l'image : bilan d'une psychologie de l'art (1965)
- Joris-Karl Huysmans (1848-1907), Écrits sur l'art : 1867-1905 et A rebours (1884) Gallica
- Vernon Hyde Minor, Art History's History (1994)

- Haut – A
- B
- C
- D
- E
- F
- G
- H
- I
- J
- K
- L
- M
- N
- O
- P
- Q
- R
- S
- T
- U
- V
- W
- X
- Y
- Z

## I
- Max Imdahl (1925-1988) (de), Couleur : les écrits des peintres français de Poussin à Delaunay (Farbe : kunsttheoretische Reflexionen in Frankreich) (1987)
- Robert Irwin, Le monde islamique (Islamic art) (1997)
- Johannes Itten (1888-1967), Die Form (1930), Art de la couleur : approche subjective et description objective de l'art (Kunst der Farbe : subjektives Erleben und objektives Erkennen als Wege zur Kunst) (1961), L'étude des œuvres d'art (Bildanalysen) (éd. 1988)

- Haut – A
- B
- C
- D
- E
- F
- G
- H
- I
- J
- K
- L
- M
- N
- O
- P
- Q
- R
- S
- T
- U
- V
- W
- X
- Y
- Z

## J
- Edmond Jabès (1912-1991), Un regard [Écrits sur 16 artistes] (éd. 1992)
- Philippe Jaccottet (1925), L'entretien des Muses : chroniques de poésie (1968), Libretto (1990)
- Johannes Jahn (1892-1976), dir. de Die Kunstwissenschaft der Gegenwart in Selbstdarstellungen (1924)
- Paul Jamot (1863-1939)
- Horst Woldemar Janson (1913), Form follows function - or does it? : Modernist design theory and the history of art (1982)
- Hans Jantzen (1881-1967) (de), Über den gotischen Kirchenraum (1927)
- Leïla Jarbouai (1980)
- Hans Robert Jauss (1921-1997), Pour une esthétique de la réception (Geschichte der Kunst und Historie) extrait de Literaturgeschichte als Provokation der Literaturwissenschaft (1967, nombr. rééd.)
- Louis-Joseph Jay (1755-1836), Recueil de lettres sur la peinture, la sculpture et l'architecture (1817)
- Raymond Jean (1925), Cézanne, la vie, l'espace (1986)
- Johann Paul Friedrich Richter dit Jean Paul (1763-1825), Cours préparatoire d'esthétique (Vorschule zur Ästhetik) (1804) (de)
- Charles Jencks (1939) (en), Le Langage de l'architecture postmoderne (The Language of Post-Modern Architecture) (1977)
- Marc Jimenez, 	Theodor W. Adorno : art, idéologie et théorie de l'art (1973), Qu'est-ce que l'esthétique (1997), La Querelle de l’art contemporain (2005)
- William McAllister Johnson (1939), Art History : Its Use and Abuse (1988)
- Etienne Jollet, La nature morte ou La place des choses : l'objet et son lieu dans l'art occidental (2007)
- Fabienne Joubert, avec Amaury Lefébure, Pascal-François Bertrand, Histoire de la tapisserie : en Europe, du Moyen Âge à nos jours (1995), dir. de L'artiste et le commanditaire aux derniers siècles du Moyen Âge, XIIIe – XVIe siècle (2001), avec Eberhard König, Valentino Pace et Pierre-Yves Le Pogam L’artiste au Moyen Âge [Débat] dans Perspective (2008)
- Alain Jouffroy (1928) et Yves Hélias, dir. de Peut-on encore entretenir la croyance en l'art ? : rencontres d'Apt, Vaucluse, 24-25 février 1990 (1990)
- Théodore Jouffroy (1796-1842), Cours d'esthétique bis (1843)
- Henry Jouin (1841-1913), Conférences de l'Académie royale de peinture et de sculpture recueillies, annotées et précédées d'une étude sur Les artistes écrivains (1883) Gallica
- Annie Jourdan, Napoléon : héros, imperator, mécène (1998)
- Franciscus Junius (François du Jon, le jeune) (1591-1677) (en) (en), La Peinture des Anciens (The Painting of the Ancients) (De pictura veterum libri tres) (1637)
- Philippe Junod, Transparence et opacité. Essai sur les fondements théoriques de l'art moderne : pour une nouvelle lecture de Konrad Fiedler (1976)

- Haut – A
- B
- C
- D
- E
- F
- G
- H
- I
- J
- K
- L
- M
- N
- O
- P
- Q
- R
- S
- T
- U
- V
- W
- X
- Y
- Z

## K
- Wassily Kandinsky (1866-1944), Du spirituel dans l'art et dans la peinture en particulier (Concerning the Spiritual in Art) (Über das Geistige in der Kunst) (Труды Всероссийского съезда художников в Петрограде) (1911 ou 1912) (en),  Point et ligne sur plan : contribution à l'analyse des éléments picturaux (Punkt und Linie zu Fläche. Beitrag zur Analyse der malerischen Elemente) (Кандинский В. Точка и линия на плоскости) (1926)
- Emmanuel Kant (1724-1804), Critique de la faculté de juger (Kritik der Urteilskraft) (1790)
- Allan Kaprow, L’Art et la vie confondus (1996)
- Georg Kauffmann (1925), Die Entstehung der Kunstgeschichte im 19. Jahrhundert (1993)
- Salim Kemal et Ivan Gaskell, dir. de Cambridge studies in philosophy and the arts (depuis 1991), dont dir. de The language of art history (1991)
- Wolfgang Kermer (1935), Aus Willi Baumeisters Tagebüchern: Erinnerungen an Otto Meyer-Amden, Adolf Hölzel, Paul Klee, Karl Konrad Düssel und Oskar Schlemmer. Mit ergänzenden Schriften und Briefen von Willi Baumeister (1996)
- Rose Kerr (1953), Chinese art and design : the T. T. Tsui Gallery of Chinese Art (1991)
- Søren Kierkegaard (1813-1855), Ou bien... ou bien (Enten-Eller) (1843) (fr)
- Paul Klee (1879-1940) (fr), Journal (Tagebücher) (1898-1918) et Théorie de l'art moderne. Une conception structuraliste de la peinture (Gedichte) (1893-1940 et 1960-1964)
- Robert Klein (1918-1967), La forme et l'intelligible. Écrits sur la Renaissance et l'Art moderne (1970)
- Yves Klein (1928-1962), Le dépassement de la problématique de l'art (1959)
- Walter Eugene Kleinbauer (1937) (en), Modern Perspectives in Western Art History. An Anthology of 20th-Century Writings on the Visual Arts (1971), Research Guide to the History of Western Art (1982)
- Francis Donald Klingender (1907-1955) (en), Marxism and modern art : an approach to social realism (1943), Art and the industrial revolution (1947)
- Hubertus Kohle (1959) (de), Computer, Kunst und Kunstgeschichte (2003)
- Willem de Kooning (1904-1997), Écrits et propos (1949-1986 et 1992)
- Carl Herman Kraeling (1897-1966)
- Rosalind Krauss (1940), Passages : une histoire de la sculpture de Rodin à Smithson (Passages in modern sculpture) (1977), L'originalité de l'avant-garde et autres mythes modernistes (The Originality of the Avant-Garde and Other Modernist Myths) (1985), Le photographique : pour une théorie des écarts (1990), avec Yve-Alain Bois L'informe : mode d'emploi [exposition] (1996)
- Michael Kirby (1931-1997), The art of time : essays on the avant-garde (1969)
- Ernst Kris (1900-1957), Le style rustique : le moulage sur nature chez Wenzel Jamnitzer et Bernard Palissy (Die Verwendung des Naturabgusses bei Wenzel Jamnitzer und Bernhard Palissy [Der Stil 'Rustique']) (1922/1926), avec Otto Kurz (1908-1975) (en) L'Image de l'artiste : légende, mythe et magie : un essai historique (Die Legende vom Künstler) (Legend, myth and magic in the image of the artist) (1934-1979), Psychanalyse de l'art (Psychoanalytic explorations in art) (1952)
- Nikolay Krymov
- Paul Oskar Kristeller (1905-1999) (en), Le système moderne des arts : étude d'histoire de l'esthétique (Renaissance thought and the arts : collected essays) (1980)
- Alfred Louis Kroeber (1876-1960), Clyde Kluckhohn (1905-1960), Culture : a critical review of concepts and definitions (1952)
- George Kubler (1912-1996) (en), Formes du temps : remarques sur l'histoire des choses (The Shape of Time : Remarks on the History of Things) (1962), The art and architecture of ancient America : the Mexican, Maya and Andean peoples (1959-1962), avec Giovanni Previtali Storia o Antropologia dell'arte ?, dans Prospettiva, 5 (1976)
- Milan Kundera (1929), L'art du roman (1986), Les testaments trahis (1993), Bacon. Portraits et autoportraits (1996)
- Franz Theodor Kugler (1808-1858) (de) (en), Handbook of the history of painting [extraits] (Handbuch der Kunstgeschichte) (1837-1842), Kleine Schriften und Studien zur Kunstgeschichte (1853-1854), Geschichte der Baukunst (1856-1859)
- Udo Kultermann (1927) (en), The History of Art History (Geschichte der Kunstgeschichte : Der Weg einer Wissenschaft) (1966), Kleine Geschichte der Kunsttheorie (1987)

- Haut – A
- B
- C
- D
- E
- F
- G
- H
- I
- J
- K
- L
- M
- N
- O
- P
- Q
- R
- S
- T
- U
- V
- W
- X
- Y
- Z

## L
- Jacques Lacan, Le stade du miroir comme formateur de la fonction du Je dans Écrits 1 (1966)
- Jean Lacoste, La philosophie de l'art (1981), L'Idée de beau (1986)
- Étienne La Font de Saint-Yenne (1688-1771), Réflexions sur quelques causes de l'état présent de la peinture en France (1747)
- Antoine Lafréry (1512-1577), Speculum Romanae Magnificentiae (1575)
- Daniel Lagoutte, Introduction à l'histoire de l'art (1997)
- Gérard de Lairesse (1641-1711), Principes du dessin (Grondlegginge der teekenkonst) (1701), Le Grand Livre des peintres (Het Groot schilderboeck) (1707)
- Charles Lalo (1877-1953), L'art et la vie sociale (1921)
- Bernard Lamblin (1921-1978), Art et nature (1979)
- Dominique Lampson (Dominicus Lampsonius) (1532-1599), Lamberti Lombardi apud Eburones pictoris celeberrimi vita (1565).
- Nadeije Laneyrie-Dagen (1957), L'invention du corps : la représentation de l'homme du Moyen Âge à la fin du XIXe siècle (1997), Lire la peinture (1999-2002)
- Gustave Lanson (1857-1934), Histoire de la littérature française (1894)
- Luigi Lanzi (1732-1810), Histoire de la peinture en Italie, depuis la renaissance des beaux-arts, jusques vers la fin du XVIIIe siècle (Storia pittorica dell'Italia dal risorgimento delle belle arti fin presso al fine del XVIII secolo) (1795-1796) « (it) »(Archive.org • Wikiwix • Archive.is • Google • Que faire ?) (consulté le 4 mai 2013)
- Gilbert Lascault (1934), Le monstre dans l'art occidental : un problème esthétique (1973)
- Peter Lasko, Ars sacra, 800-1200 (1972) (en)
- Bernard Latarjet (1941) et François Hers, dir. de Paysages Photographies, en France, les années quatre-vingt. La mission photographique de la DATAR (1989)
- Jean Laude (1922-1984), Les arts de l'Afrique noire (1966)
- Laurent Lavaud (1973), L'image [choix de textes] (1999)
- Pierre Lavedan (1885-1982) (fr), Histoire de l'urbanisme (1926-1941-1952), avec Simone Besques Histoire de l'art (1944-1949)
- Marc Le Bot (1944), Peinture et machinisme (1972), Figures de l'art contemporain (1977), avec Leonardo Cremonini Les parenthèses du regard (1979)
- Elisabeth Lebovici, Didier Semin, Ramon Tio Bellido, dir. de La place du goût dans la production philosophique des concepts et leur destin critique (1992)
- Charles Le Brun (1619-1690), Expression des passions de l'âme (1668) et Conférences (1667-1669)
- Le Corbusier (1887-1965), avec Pierre Jeanneret (1896-1967) Les cinq points d'une nouvelle architecture (1926), La Charte d'Athènes (1943)
- Claude Nicolas Ledoux (1736-1806), L'Architecture considérée sous le rapport de l'art, des mœurs et de la législation (1768-1789, éd. 1804)
- Rensselaer W. Lee (1898) (en), Ut pictura poesis. Humanisme et théorie de la peinture, XVe – XVIIIe siècle (Ut Pictura Poesis. The Humanistic Theory of Painting) (1940, puis 1967)
- Fernand Léger (1881-1955), Fonctions de la peinture (varia 1913-1955, éd. 1965)
- Jacques Le Goff et Jean-Claude Schmitt, dir. de Dictionnaire raisonné de l'Occident médiéval (1999)
- Thierry Lenain (1960), Danielle Lories (1958), et al., Esthétique et philosophie de l'art : repères historiques et thématiques (2002)
- Alexandre Lenoir (1761-1839) (en), Musée des monumens français (1800-1810) Gallica
- Béatrice Lenoir, L'œuvre d'art (1999)
- Léonard de Vinci (Leonardo di ser Piero da Vinci) (1452-1519), Traité de la peinture (Trattato della pittura) (1490-1517 et av. 1570 par Francesco Melzi), Carnets (Codice) (en) (éd. en 1939), De la subtilité comme idéal (1499, trad. 1904)
- Yann Le Pichon (1934), Le Musée retrouvé de Marcel Proust (1990)
- André Leroi-Gourhan (1911-1986), L'Homme et la matière (1943) et Milieu et techniques (1945), Les religions de la Préhistoire (1964), dir. du Dictionnaire de la préhistoire (1988)
- Marie-Anne Lescourret, Rubens (1990), Introduction à l'esthétique (2002)
- Gotthold Ephraim Lessing (1729-1781), Du Laocoon ou des frontières de la peinture et de la poésie (Laokoon, oder über die Grenzen der Mahlerey und Poesie) (1766), Lettres sur la littérature moderne et sur l'art ancien [extraits] (Briefe) (trad. 1876)
- Pascale Le Thorel-Daviot, Petit dictionnaire des artistes contemporains (1996)
- Sylvain Laveissière, dir. de Napoléon et le Louvre (2004)
- Michael Levey (1927) (en), La Peinture à Venise au XVIIIe siècle (Painting in Eighteenth-Century Venice) (1959), Du rococo à la Révolution (Rococo to revolution) (1966), L'Art du XVIIIe siècle : peinture et sculpture en France : 1700-1789 (Art and architecture of the Eighteenth century in France) (1972)
- Jerrold Levinson (en), dir. de The Oxford handbook of aesthetics (2003)(fr)
- Claude Lévi-Strauss (1908), La Voie des masques (1975, nouv. éd. 2004), Regarder écouter lire (1993)
- Jacqueline Lichtenstein (1947),  La Couleur éloquente (1989), dir. de La peinture (1995), éd. avec Christian Michel de Les conférences de l'Académie royale de peinture et de sculpture. Les conférences au temps d'Henry Testelin (1653-1681) (2004-2006), Les Raisons de l’art : essai sur les théories de la peinture  (2014)
- Gilles Lipovetsky, L’Empire de l’éphémère (1987)
- Lucy R. Lippard (1937), avec Lawrence Alloway (1926), Nancy Marmer et Nicolas Calas (1907), Le pop art (Pop art) (1966)
- Theodor Lipps, Ästhetik. Psychologie des Schönen und der Kunst (1906)
- François Lissarrague, Un Flot d'images : une esthétique du banquet grec (1987), Vases grecs : les Athéniens et leurs images [Anthologie] (1999)
- Hubert Locher, Kunstgeschichte als historische Theorie der Kunst 1750-1950 (2001)
- Marcus Lodwick, Visite guidée : déchiffrer les tableaux classiques, comprendre l'histoire qu'ils racontent (2003)
- Giovanni Paolo Lomazzo (1538-1592) (it), Trattato dell’arte della pittura, scoltura e architettura (1584), L'Idea del Tempio della pittura (1590), Della forma delle Muse (1591)
- Roberto Longhi (1890-1970), Piero della Francesca (1927), L'Atelier de Ferrare (Officina ferrarese) (1934) et Viatico per cinque secoli di pittura veneziana (1946)
- Pseudo-Longin (Λογγίνος [Loggínos]), voir Nicolas Boileau.
- Dominic Lopes, Understanding Pictures (2004) (fr)
- Danielle Lories, Esthétique et philosophie de l'art : repères historiques et thématiques (2002)
- Érik Louis (1950), Le pouvoir des signes : le langage, l'art (1978)
- Adolphe Loos
- Henri Loyrette (1952), Degas (1991), L’Art français : le XIXe siècle (2009)
- György Lukács (Georges Lukacs) (1885-1971), Brève histoire de la littérature allemande, du XVIIIe siècle à nos jours (Skizze einer Geschichte der neueren deutschen Literatur) (Az újabb német irodalom rövid története) (1944-1945)
- Edward Lucie-Smith (1933), L'art aujourd'hui (Art today : from abstract expressionism to surrealism) (Arte oggi : dall'espressionismo astratto all'iperrealismo) (1976)
- Jean-François Lyotard (1924-1998), Des dispositifs pulsionnels (1973), Discours, figure (1974), Que peindre ? : Adami, Arakawa, Buren (1987)

- Haut – A
- B
- C
- D
- E
- F
- G
- H
- I
- J
- K
- L
- M
- N
- O
- P
- Q
- R
- S
- T
- U
- V
- W
- X
- Y
- Z

## M
- Dwight Macdonald (1906-1982) (en), Against the American grain. Essays on the effects of mass culture (1962)
- Pierre Macherey, À quoi pense la littérature ? : Exercices de philosophie littéraire (1990)
- Denis Mahon, Studies in seicento art and theory (1947)
- Vladimir Maïakovski (Владимир Маяковский) (1893–1930), Comment faire des vers ? (Как делать стихи) (1926)
- Jean-Olivier Majastre, dir. de Le Texte, l'œuvre, l'émotion : deuxièmes rencontres internationales de sociologie de l'art de Grenoble (1994)
- Henri Maldiney (1912), Regard, parole, espace (1953-1971 et 1973), Aîtres de la langue et demeures de la pensée (1975)
- Émile Mâle (1862-1954) (en), Religious art in France, 13 century (L'Art religieux du XIIIe siècle en France) (1898), L'Art religieux de la fin du Moyen Âge en France (1908), L'art religieux du XIIe siècle en France : étude sur les origines de l'iconographie du Moyen Âge (1922)
- Kazimir Malevitch (1878-1935), Le suprématisme, 34 dessins (1920) et Écrits
- Stéphane Mallarmé (1842-1898), L’Art pour tous (1862), Quant au livre. L'Action restreinte (éd. dans La Revue blanche, février 1895)
- André Malraux (1901-1976), Les Voix du silence (1947-1950 et 1951), Le Musée imaginaire (1947-1963), Psychologie de l'art (1949), La Tête d'obsidienne (1974)
- Carlo Cesare Malvasia (1616-1693) (en), Felsina pittrice, vite de’ pittori bolognesi (1678)
- Elizabeth Mansfield, dir. de Art History and Its Institutions : Foundations of a Discipline (2002)
- Matteo Marangoni (1876-1958) (it), Comment on regarde un tableau (Saper Vedere. Come si guarda un'opera d'arte) (1930)
- Bernard Marcadé (1948-), Marcel Duchamp (biographie, 2007), Magritte (monographie, 2016).
- Jean-Claude Marcadé (1937-), Kasimir Malevitch monographies (1990 et 2016), L'avant-garde russe, 1907—1927 (1995).,
- Valentine Marcadé (1910-1994), Le renouveau de l'art pictural russe (1972) et L'art d'Ukraine (1990).
- Herbert Marcuse (1898-1979), La dimension esthétique : pour une critique de l'esthétique marxiste (The aesthetic dimension : toward a critique of Marxist aesthetics) (Die Permanenz der Kunst : Wider eine bestimmte Marxitische Aesthetik) (en) (1977 puis 1978)
- Louis Marin (1931-1992), Études sémiologiques : écritures, peintures (1967-1971), Détruire la peinture (1977), Le portrait du roi (1981), Opacité de la peinture. Essais sur la représentation en Quattrocento (1989), Des pouvoirs de l’image (1993), et De la représentation (1994)
- Vladimir Markov (V. I. Matveï), Printsip faktoury (1914), L'art des nègres (Iskusstvo Negrov) (1919)
- Jean-François Marquet (1938), Miroirs de l'identité : la littérature hantée par la philosophie (1996)
- Jean-Hubert Martin (1944), dir. de Magiciens de la terre (1989)
- Jean-Luc Martinez (1964), dir. de Les Antiques du Louvre : une histoire du goût d'Henri IV à Napoléon (2004)
- Karl Marx, Friedrich Engels, éd. par Jean Fréville Sur la littérature et l'art (éd. 1937)
- Francesco Masci (1967), Superstitions (2005)
- Lesa Mason, Marilyn Stokstad, Art history : study guide (2002)
- Henri Matisse (1869-1954), Écrits et propos sur l'art (varia, 1908-1971, éd. Dominique Fourcade 1972)
- Camille Mauclair (Séverin Faust) (1872-1945) (fr), La Farce de l’art vivant (1929), La Crise de l’art moderne (1944)
- Marcel Mauss (1872-1950), L’art et le mythe d’après M. Wundt (1908), Manuel d'ethnographie (1926)
- Alpheus Hyatt Mayor (1901-1980) (en) (fr), The Bibiena Family (1945)
- Dominic McIver Lopes, voir Dominic Lopes
- Mécène (Caius Cilnius Mæcenas) (c. 70 av. J.-C. - 8 av. J.-C.), dans Fragmenta poetarum Latinorum epicorum et lyricorum praeter Ennium et Lucilium (éd. par Willy Morel, 1927)
- Guillaume-Alexandre de Mehegan, Considérations sur les révolutions des arts (1755)
- Günter Meissner, dir. de Allgemeines Künstlerlexikon : die bildenden Künstler aller Zeiten und Völker (depuis 1983)
- Anton Raphael Mengs (1728-1779) (de), Pensées sur la beauté et sur le goût dans la peinture (Riflessione sulla bellezza e sul gusto della pittura) (Gedanken über die Schönheit und über den Geschmack in der Malerei] (1762)
- Daniele Menozzi (1947), dir. de Les Images : l'Église et les arts visuels (1991)
- Florence de Mèredieu, Antonin Artaud, Portraits et Gris-gris (1984). Nouvelle éd. augmentée (2007). André Masson, les dessins automatiques (1988).Histoire matérielle et immatérielle de l'art moderne (1994); Histoire matérielle et immatérielle de l'art moderne et contemporain, éd. augmentée, 2004.Kant et Picasso, "le bordel philosophique" (2000).Van Gogh, l'argent, l'or, le cuivre, la couleur (2011). "l'être de l'étant" de la tatane de Van Gogh (2011).
- Maurice Merleau-Ponty (1908-1961),  Le doute de Cézanne (1945), Le langage indirect et les voix du silence (1952), L’œil et l’esprit (1959 et 1964)
- Alain Mérot (1951), La peinture française au XVIIe siècle (1994), d'après les éd. d'Henry Jouin (1883, voir aussi Gallica) et d'André Jean Charles Fontaine (1903 Gallica) Les conférences de l'Académie royale de peinture et de sculpture au XVIIe siècle (1996)
- Jacques Mesnil (Jean-Jacques Dwelshauvers) (1870-1940) (en) (fr), L'Art au Nord et au Sud des Alpes à l’époque de la Renaissance. Études comparatives (1911)
- Ellen Messer-Davidow (1941), David R. Shumway, David J. Sylvan (1953), dir. de Knowledges : historical and critical studies in disciplinarity (1993)
- Catherine Metzger, Dominique Bénazeth et Jannic Durand, Éclosion de l'art chrétien (1989)
- André Michel (1853-1925) (en), L'École française de David à Delacroix (1892) et Histoire de l’art depuis les premiers temps chrétiens jusqu’à nos jours (1905-1929)
- Christian Michel (1958) (fr), Charles-Nicolas Cochin et l'art des lumières (1987-1992), avec Maryvonne Saison et Stefan Germer (1958) dir. de La naissance de la théorie de l'art en France, 1640-1720 (1997) (sommaire)
- Patrick Michel, Mazarin, Prince des collectionneurs. Les collections et l'ameublement du cardinal Mazarin (1602-1661). Histoire et analyse (1999)
- Régis Michel, David, l'art et le politique (1988), Où en est l’interprétation de l'œuvre d’art ? (2000)
- Jules Michelet (1798-1874), Histoire de France (1830-1867)
- Claude Mignot (1943) et Daniel Rabreau (1945), dir. de Histoire de l'art. [3] Temps modernes, XVe – XVIIIe siècles (1996)
- Aubin-Louis Millin (1759-1818), Dictionnaire des beaux-arts (1806)
- Catherine Millet (1948), L'Art contemporain en France (1987), Le critique d'art s'expose (1995)
- Vernon Hyde Minor, Art History’s History (1994)
- Jeanne Modigliani (1918-1984), Amedeo Modigliani : une biographie (Modigliani senza leggenda) (Jeanne Modigliani racconta Modigliani) (1958, éd. rev. 1984)
- Jean-Pierre Mohen (1944), dir. de Le temps de la Préhistoire (1989)
- Jean Molanus (1533-1585), Traité des saintes images (De historia sanctarum imaginum et picturarum, pro vero earum usu contra abusus) (1570 et 1594)
- Annie Mollard-Desfour, Le dictionnaire des mots et expressions de couleur du XXe siècle (depuis 1998)
- Ghislain Mollet-Viéville, Art minimal & conceptuel (1995)
- Piet Mondrian (1872-1944), The new art - the new life : the collected writings of Piet Mondrian (1986, éd. par Harry Holtzman et Martin S. James)
- Gérard Monnier (1935) (fr), Histoire critique de l'architecture en France : 1918-1950 (1990), Des beaux-arts aux arts plastiques : une histoire sociale de l'art (1991 ; critique), L'art et ses institutions en France : de la Révolution à nos jours (1995)
- John Michael Montias (1928-2005), Vermeer : une biographie, le peintre et son milieu (Vermeer and his Milieu) (1982)
- Claude Mordant et Germaine Depierre, dir. de Les pratiques funéraires à l'âge du Bronze en France (1998-2005)
- Giovanni Morelli (Ivan Lermolieff) (1816-1891) (de) (en), Italian Masters in German Galleries : A Critical Essay on the Italian Pictures in the Galleries of Munich, Dresden and Berlin (Die Werke italienischer Meister in den Galerien von München, Dresden und Berlin) (1874-1876 et 1880) (de) (de)
- Raffaele Mormone, Critica e arti figurative dal positivismo alla semiologia (1975)
- Howard Morphy et Morgan Perkins (en), dir. de The Anthropology of Art : A Reader (2006)
- Guido Morpurgo-Tagliabue (1907-1997), L'Esthétique contemporaine : une enquête (Estetica contemporana) (trad. 1960)
- William Morris (1834-1896), Les Arts décoratifs, leur relation avec la vie moderne (The decorative arts : their relation to modern life and progress) (1878) et Contre l'art d'élite (1878-1894 et 1985) (en)
- Raymonde Moulin, dir. de Sociologie des arts (1986), L'Artiste, l'institution et le marché (1992)
- Jean-Pierre Mourey (1948), Philosophies et pratiques du détail : Hegel, Ingres, Sade et quelques autres (1996)
- Jean Mouton (1899-1995), Du silence au mutisme dans la peinture (1957)
- Robert Muchembled, Société et mentalités dans la France moderne : XVIe – XVIIIe siècle (1990)
- Karl Otfried Müller (1797-1840) (en) (de), Nouveau manuel complet d'archéologie (A manual of the archæology of art) (Handbuch der Archäologie der Kunst) (1830)
- Lewis Mumford (1895-1990), La cité à travers l'histoire (The city in history: its origins, its transformations, and its prospects) (1961)
- Roger Munier (1923), Contre l'image (1963), Le seul et D'un seul tenant (1970), Le Contour, l'éclat (1977)
- Eugène Müntz (1845-1902)(en) (fr), Les Arts à la cour des papes aux XVe et XVIe siècles (1898) et Histoire de l'art pendant la Renaissance (1889-1895)

- Haut – A
- B
- C
- D
- E
- F
- G
- H
- I
- J
- K
- L
- M
- N
- O
- P
- Q
- R
- S
- T
- U
- V
- W
- X
- Y
- Z

## N
- Silvia Naef, A la recherche d’une modernité arabe : l’évolution des arts plastiques en Égypte, au Liban et en Irak (1996),  Y a-t-il une « question de l'image » en Islam ? (2004)
- Andrei Nakov (1941), L'Avant-garde russe (trad. 1984)
- Robert S. Nelson et Richard Schiff, Critical Terms for Art History (1996)
- Gilles Néret (1933-2005), 30 ans d'art moderne : peintres et sculpteurs (1988)
- Beaumont Newhall (1908-1993) (en), Photography, a short critical history puis L'histoire de la photographie depuis 1839 et jusqu'à nos jours (The history of photography from 1839 to the present day) (1937 et 1949)
- Amy Newman, Challenging Art : Artforum 1962-1974 (2000)
- Barnett Newman (1905-1970), Selected writings and interviews (éd. en 1990)
- Nicolas de Cusa (Nicolaus Cusanus) (1401-1464), Le Tableau ou la vision de Dieu (De Visione Dei sive de icona) (1453) (la) (de)
- Friedrich Nietzsche (1844-1900), La Naissance de la tragédie, ou Hellénisme et pessimisme (Die Geburt der Tragödie, oder Griechentum und Pessimismus) (1871-1872), Ainsi parla (ou parlait) Zarathoustra (Also sprach Zarathustra) (1883-1884), La Volonté de puissance. Essai d'une transmutation de toutes les valeurs (Der Wille zur Macht. Versuch einer Umvertung aller Werte) (1887-1888)
- Linda Nochlin (1931), Femmes, art et pouvoir et autres essais (Women, art, and power : and other essays) (1988)
- Max Nordau (1849-1923), On art and artists (Von Kunst and Kiinstlern) (1905)
- Jean-Paul Notué (1956), Batcham, sculptures du Cameroun : nouvelles perspectives anthropologiques (1993)

- Haut – A
- B
- C
- D
- E
- F
- G
- H
- I
- J
- K
- L
- M
- N
- O
- P
- Q
- R
- S
- T
- U
- V
- W
- X
- Y
- Z

## O
- Tarō Okamoto (1911-1996), L'Esthétique et le sacré (Bi no juryoku) (1971)
- Eugeni d'Ors y Rovira (Eugenio d'Ors) (1881-1954) (es), La Vie de Goya (La vida de Goya) (1928), Du baroque (Lo Barroco) (1935), Théorie des styles (Teoría de los estilos y Espejo de la arquitectura) (1944)
- José Ortega y Gasset (1883-1955), La deshumanización del arte y otros ensayos esteticos (1925)
- Philippe Ortel, La littérature à l'ère de la photographie : enquête sur une révolution invisible (1996-2002)
- Pascal Ory (1948), L' Aventure culturelle française : 1945-1989 (1989)
- Tilman Osterwold, Pop Art (1989)
- Marcel Otte, avec Mireille David-Elbiali, Christiane Éluère, Jean-Pierre Mohen, La protohistoire (2002)
- Johannes Overbeck (1826-1895) (de), Die antiken Schriftquellen zur Geschichte der bildenden Künste bei den Griechen (1868), éd. en fr. par Adolphe Reinach (1921 et 1985)

- Haut – A
- B
- C
- D
- E
- F
- G
- H
- I
- J
- K
- L
- M
- N
- O
- P
- Q
- R
- S
- T
- U
- V
- W
- X
- Y
- Z

## P
- Valentino Pace, dir. de Le Jugement dernier : entre Orient et Occident (2007)
- Otto Pächt (1902-1988) (de) (en), Questions de méthode en histoire de l'art (Methodisches zur Kunsthistorischen Praxis) (1977)
- Jacques-Nicolas Paillot de Montabert (1771-1849), Traité complet de la peinture (1829-1851) (fr)
- Andrea Palladio (Andrea di Pietro della Gondola) (1508-1580), L'Antichita di Roma (1554, nouv. éd. 1557-1560) Les Quatre livres de l'architecture (I Quattro Libri dell'Architettura) (1570)
- Léon Palustre (1838-1894), L’Architecture de la Renaissance (1892)
- Erwin Panofsky (1892-1968) (en), Idea : contribution à l'histoire du concept de l'ancienne théorie de l'art (Idea. Ein Beitrag zur Begriffsgeschichte der älteren Kunsttheorie) (1924), La Perspective comme forme symbolique (Die Perspektive als symbolische Form) (1925), Peinture et dévotion en Europe du Nord à la fin du Moyen Âge [Recueil] (1927-1956, réunis par Daniel Arasse en 1997), Essais d'iconologie. Les thèmes humanistes dans l'art de la Renaissance (Studies in Iconology : Humanistic Themes in the Art of the Renaissance) (1939), La vie & l'art d'Albrecht Dürer (The Life and Art of Albrecht Dürer) (1943), Architecture gothique et pensée scolastique (Gothic Architecture and Scholasticism) (1948/1951), La Renaissance et ses avant-courriers dans l'art d'Occident (Renaissance and renascences in Western art) (1952), L'Œuvre d'art et ses significations (Meaning in the visual arts : the renaissance artist, artist, scientist, genius) (1955)
- Kostas Papaioannou (1925-1981), L'Art grec (1972)
- René Passeron (1920), L'œuvre picturale et les fonctions de l'apparence (1960-1962), Pour une philosophie de la création (1989)
- Michel Pastoureau (1947), Dictionnaire des couleurs de notre temps : symbolique et société (1992), Bleu : histoire d'une couleur (2002)
- Luigi Pareyson (1918-1991), Conversations sur l’esthétique (Conversazioni di estetica) (1966)
- Walter Pater (1839-1894) (en), Studies in the History of Renaissance (1873), Miscellaneous Studies : A Series of Essays (1895, et l'éd. de Jennifer Uglow en 1973)
- Pausanias (c. 115-?) (en), Périégèse de la Grèce (Ἑλλάδος περιήγησις Helládos Periēgēsis) (150-175) (la + grc + fr)
- Iain Pears (1955)
- Anthea Peppin et Helen Williams, L'art de voir : pour comprendre l'art et créer soi-même (Looking at art) (1991)
- Bruno Péquignot (1947), Pour une sociologie esthétique (1993)
- David N. Perkins, The intelligent eye : learning to think by looking at art (1994)
- Jean-Marie Pérouse de Montclos (1936), dir. de Architecture : méthode et vocabulaire (1972), Histoire de l'architecture française, De la Renaissance à la Révolution (1989)
- Charles Perrault (1628-1703), Parallèle des Anciens et des Modernes (1688)
- Jean-Marie Pesez (1929), L'archéologie : mutations, missions, méthodes (1997)
- Nikolaus Pevsner (1902-1983) (en), Les sources de l’architecture industrielle et du design (The sources of modern architecture and design) (1936 et 1968) et Les Académies d'art (Academies of Art, Past and Present) (1940), Génie de l'architecture européenne (An outline of European architecture) (1942)
- Ulrich Pfisterer (1968), dir. de Die Kunstliteratur der italienischen Renaissance : eine Geschichte in Quellen (2002), et de Metzler Lexikon Kunstwissenschaft : Ideen, Methoden, Begriffe (2003)
- Denise Philibert (1938), Préhistoire et archéologie aujourd'hui (2000)
- Gaëtan Picon (1915-1976), 1863, naissance de la peinture moderne (1974)
- Pietro Aretino (1492-1556) (en), Lettres de l'Arétin (Lettere) (1492-1556)
- Roger de Piles (1635-1709), Abrégé de la vie des peintres (1699), Dialogue sur le coloris (1699) et Cours de peinture par principes (1708), L'idée du peintre parfait (1715) (fr) (fr)
- Wilhelm Pinder (1878-1947) (de) (en), Das Problem der Generationen in der Kunstgeschichte Europas (1924)
- Platon (427-348 av. J.-C.), Le Philèbe (Philêbou), La République (Peri Politeias)
- Armando Plebe (1927), Estetica (1965)
- Georges Plékhanov (1856-1918), L'art et la vie sociale (Iskusstvo i obščestvennaja žizn') (1912)
- Marcelin Pleynet (1933), L'Enseignement de la peinture (1971), Système de la peinture : essais (1977)
- Pline l'Ancien (23-79), Histoire naturelle (Naturalis Historia), livres XXXIII à XXXVII
- Plotin (205-270), le premier traité Du Beau (ΠΕΡΙ ΤΟΥ ΚΑΛΟΥ) (grc) et le traité 31 De la beauté intelligible (ΠΕΡΙ ΑΡΙΘΜΩΝ) dans les Énnéades (entre 254 et 270)
- Plutarque (Πλούταρχος) (c. 46 ap. J.-C. - c. 125), Vies parallèles des hommes illustres (Βίοι Παράλληλοι) (100-110)
- Michael Podro, The manifold in perception : theories of art from Kant to Hildebrand (1972), Les Historiens d'art (The critical historians of art) (1982)
- Marcia R. Pointon, History of Art : a Students’ Handbook (1994)
- Philippe Poirrier (1963), L'État et la Culture en France au XXe siècle (2000)
- Griselda Pollock (1949) (en), Vision and Difference : Femininity, Feminism, and Histories of Art (1987), Differencing the canon : feminist desire and the writing of art's histories (1999)
- Polyclète (Πολύκλειτος) (actif entre env. 460 et 420 av. J.-C.), Canon [La règle] (Κανών) (extraits dans Plutarque et Philon de Byzance)
- Krzysztof Pomian, Collectionneurs, amateurs et curieux. Paris, Venise : XVIe – XVIIIe siècle (1987)
- Edouard Pommier (1925), Théories du portrait : de la Renaissance aux Lumières (1998), dir. de Winckelmann : la naissance de l'histoire de l'art à l'époque des Lumières (1991), L'art de la liberté : doctrines et débats de la Révolution française (1991), dir. de Histoire de l'histoire de l'art (1995-1997), Comment l'art devient l'Art : Dans l'Italie de la Renaissance (2007)
- John Pope-Hennessy (1913-1994) (en) (en), Italian Gothic sculpture in the Victoria & Albert Museum (1952 et 1964) dont Introduction to Italian Sculpture, On Artists and Art Historians : Selected Book Reviews (1994)
- Frank Popper (1918), L'image du mouvement dans les arts plastiques depuis 1860 [Thèse] (1966), Origins and development of kinetic art (Naissance de l'art cinétique) puis L'art cinétique (1967-1970), Art, action et participation (Art—action and participation) (1975)
- Paolo Portoghesi (1931) (en), Borromini nella cultura europea (1982)
- Roger Pouivet (fr), Siabi John Aglo, Pierre-Henry Frangne, et al. L'ontologie de l'œuvre d'art (1997)
- Henri Pousseur (1929), Écrits théoriques, 1954-1967 (éd. 2004), Musique, Sémantique, Société (1972)
- Nicolas Poussin (1594-1665), Traité (inachevé) et Lettres
- Mario Praz (1896-1982) (it) (en), Goût néoclassique (Gusto neoclassico) (1940), Mnémosyne : parallèle entre littérature et arts plastiques (Mnemosyne : the parallel between literature and the fine arts) (1967)
- Giovanni Previtali (1935-1988), Storia dell'arte italiana : Materiali e problemi. Questioni e metodi (1978), contenant La périodisation dans l'art italien (La periodizzazione della storia dell'arte italiana)
- Jean Prévost (1901-1944), Baudelaire : essai sur l'inspiration et la création poétiques (éd. 1953)
- Donald Preziosi (en), Rethinking Art History : Meditations on a Coy Science (1989), The Art of Art History : a Critical Anthology (1998)
- Sally Price, Arts primitifs, regards civilisés (Primitive Art in Civilized Places) (1989)
- Christiane Prigent (1947), Pouvoir ducal, religion et production artistique en Basse-Bretagne : de 1350-1575 (1992)
- Renate Prochno, Das Studium der Kunstgeschichte. Eine Praxis betonte Einführung (1999)
- Pierre-Joseph Proudhon (1809-1865), Du principe de l'art et de sa destination sociale (1865)

- Haut – A
- B
- C
- D
- E
- F
- G
- H
- I
- J
- K
- L
- M
- N
- O
- P
- Q
- R
- S
- T
- U
- V
- W
- X
- Y
- Z

## Q
- Jules Etienne Joseph Quicherat (1814-1882), Notice sur l’Album de Villard de Honnecourt architecte du XIIIe siècle (1849)
- Pascal Quignard (1948), Georges de La Tour & Pascal Quignard (1991)
- Antoine Chrysostome Quatremère de Quincy (1755-1849) Encyclopédie méthodique. Architecture (1788-1825), Considérations morales sur la destination des ouvrages de l’art (1815) et Histoire de la vie et des œuvres des plus célèbres architectes, du XIe siècle jusqu'à la fin du XVIIIe siècle (1830)
- Raymond Quivy, Luc Van Campenhoudt, Manuel de recherche en sciences sociales (1988)

- Haut – A
- B
- C
- D
- E
- F
- G
- H
- I
- J
- K
- L
- M
- N
- O
- P
- Q
- R
- S
- T
- U
- V
- W
- X
- Y
- Z

## R
- Daniel Rabreau (1945)
- Carlo Ludovico Ragghianti (1910-1987) (it), Profilo della critica d'arte italiana (1948) et Mondrian e l'arte del XX. secolo (1962)
- Rosalind Ragans, Les Arts visuels : théorie, création et analyse (Arttalk : instructor's guide and teacher resource book) (1988)
- Michel Ragon (1924), 25 ans d'art vivant, chronique vécue de l'art contemporain, de l'abstraction au pop art (1986), Les ateliers de Soulages (1990)
- Françoise Ragot (1942), éd. de Yves Bonnefoy : écrits sur l'art et livres avec les artistes [exposition] (1993)
- Bernard Rancillac (1931-2021), Voir et comprendre la peinture (1991)
- Otto Rank (1884-1939), Der Künstler (1907), L'Art et l'artiste (Kunst und Künstler : Studien zur Genese und Entwicklung des Schaffensdranges) (1932)
- Max Raphaël (1889-1952) (en) (fr), Proudhon, Marx, Picasso, 3 études sur la sociologie de l'art (1933)
- George Lansing Raymond (1839-1929) (en), The Essentials of Aesthetics in music, poetry, painting, sculpture and architecture (1921) (en)
- Georges-Marie Raymond (1769-1839), De la peinture considérée dans ses effets sur les hommes en général, et de son influence sur les mœurs et le gouvernement des peuples (1799)
- Roland Recht (1941),  La lettre de Humboldt. Du jardin paysager au daguerréotype (1989), dir. de Le texte de l'œuvre d'art : la description (1998), dir. de Le grand atelier : chemins de l'art en Europe, Ve – XVIIIe siècle (2007)
- Alan Leonard Rees (1949), Frances Borzello, dir. de The New art history (1986)
- Adolphe Reinach (1887-1914), Textes grecs et latins relatifs à l'histoire de la peinture ancienne : recueil Milliet (éd. 1921 et par Agnès Rouveret en 1985) ; voir J. Overbeck
- Salomon Reinach (1858-1932), Apollo : histoire générale des arts plastiques professée en 1902-1903 à l'Ecole du Louvre (1903)
- Bernard Rémy (1942), François Kayser, Initiation à l'épigraphie grecque et latine (1999)
- Olivier Revault d'Allonnes (1923), La Création artistique et les promesses de la liberté (1973)
- Joshua Reynolds (1723-1792), Discours sur l'art (Seven Discourses on Art) (1769-1790)
- André Richard, La Critique d'art (1958)
- Isabelle Richefort, Peintre à Paris au XVIIe siècle (1989/1998)
- Aloïs Riegl (1858-1905) (en), Questions de style : fondements d'une histoire de l'ornementation (Stilfragen. Grundlegungen zu einer Geschichte der Ornamentik) (1893), Die Spätrömische Kunstindustrie, (1901), Le culte moderne des monuments. Son essence et sa genèse (Moderne Denkmalkultus : sein Wesen und seine Entstehung) (1903), L'origine de l'art baroque à Rome (Die Entstehung der Barockkunst in Rom) (1908), Grammaire historique des arts plastiques : volonté artistique et vision du monde (Historische Grammatik der bildenden Künste) (1966)
- Anne Rinuy, L’œuvre d’art sous le regard des sciences (1994)
- Marcel Rioux (1919-1992), L'éducation artistique et la société post-industrielle (1962)
- Cesare Ripa (1555-1622), Iconologie, ou, Explication nouvelle de plusieurs images, emblemes, et autres figures hyerogliphiques des vertus, des vices, des arts, des sciences, des causes naturelles, des humeurs differentes, & des passions humaines (Iconologia overo Descrittione dell'Imagini universali) (1593) (fr) (it)
- Françoise Robin (1947), La Cour d'Anjou-Provence : la vie artistique sous le règne de René (1985)
- Jack Robertson, Twentieth-century artists on art : an index to artists' writings, statements, and interviews (1985)
- Daniel Roche (1935), Histoire des choses banales : naissance de la consommation dans les sociétés traditionnelles, XVIIe – XIXe siècle (1997)
- Rainer Rochlitz (1946-2002), Théories esthétiques après Adorno (1990), Feu la critique : essais sur l'art et la littérature (2002) (fr)
- Auguste Rodin, réunis par Paul Gsell L'Art (1911)
- Claude Rolley (1933), La sculpture grecque (1994-1999)
- Georges Roque, Art et science de la couleur : Chevreul et les peintres de Delacroix à l’abstraction (1997)
- Jean-Jacques Rousseau (1712-1778), Discours sur les sciences et les arts (1750)
- Charles Welles Rosen (1927-2002) et Henri Zerner (1939), Romantisme et réalisme : mythes de l'art du XIXe siècle (Romanticism and realism : the mythology of nineteenth century art) (1984)
- David Rosenberg, Art Game Book : histoire des arts au XXe siècle (2003)
- Jakob Rosenberg, Seymour Slive (1920), Engelbert Hendrick ter Kuile, Dutch art and architecture : 1600 to 1800 (1966)
- Pierre Rosenberg (1936), Vies anciennes de Watteau (1984)
- Naomi Rosenblum,	Une Histoire mondiale de la photographie (A world history of photography) (1984)
- Robert Rosenblum (1927), Cubisme and twentieth-century art (1960), L'Art au XVIIIe siècle : transformations et mutations (Transformations in late eighteenth century art) (1967)
- Karl Rosenkranz (Johann Karl [Carl] Friedrich Rosenkranz) (1805-1879) (en), Esthétique du laid (Aesthetik des Hässlichen) (1853)
- Léon Rosenthal (1870-1932) (en) (fr), Du Romantisme au réalisme : essai sur l'évolution de la peinture en France de 1830 à 1848 (1914)
- Clément Rosset (1939), L'Esthétique de Schopenhauer (1969)
- Mark Roskill (1933-2000) (en), What is art history ? (1976)
- Ogden Nicholas Rood, Théorie scientifique des couleurs et leurs applications à l'art et à l'industrie (1881)
- Agnès Rouveret, Histoire et imaginaire de la peinture ancienne : Ve siècle av. J.-C.-Ier siècle ap. J.-C. (1989)
- Patricia Lee Rubin (1951), Giorgio Vasari : art and history (1995)
- Karl Friedrich von Rumohr (1785-1843) (de) (en), Italienische Forschungen (1827) (de)
- John Ruskin (1819-1900), Les Sept lampes de l'architecture [lire en ligne] (The Seven Lamps of Architecture) (1849), Les pierres de Venise (The Stones of Venice) (1853), Political Economy of Art (1857)

- Haut – A
- B
- C
- D
- E
- F
- G
- H
- I
- J
- K
- L
- M
- N
- O
- P
- Q
- R
- S
- T
- U
- V
- W
- X
- Y
- Z

## S
- François Sabatier, Miroirs de la musique : la musique et ses correspondances avec la littérature et les beaux-arts (1995-1998)
- Gérard Sabatier (1941), Versailles ou la figure du roi (1999)
- Philippe Sabot (1969), Philosophie et littérature : approches et enjeux d'une question (2002)
- Baldine Saint Girons (fr), Esthétiques du XVIIIe siècle : le modèle français (1990), Les Marges de la nuit : pour une autre histoire de la peinture (2006)
- Danièle Sallenave (1940), avec Philippe Petit (1951), À quoi sert la littérature ? (1997)
- Hugues Sambin (c. 1520-1601), Œuvre de la diversité des termes dont on use en architecture (1572)
- Joachim von Sandrart (1606-1688), L'Academia Todesca della Architectura Scultura et Pictura, oder Teutsche Academie der Edlen Bau-, Bild- und Mahlerey-Künste (1675-1679), traducteur de Le imagini colla sposizione degli dei degli antichi [1556] par Vincenzo Cartari (c. 1531-1569) dans Iconologia deorum, oder Abbildung der Götter, welche von den Alten verehret worden (1680)
- Jean-Paul Sartre (1905-1980), L'Imaginaire : psychologie, phénoménologique de l'imagination (1940), Qu'est-ce que la littérature (1948), Saint Genet : comédien et martyr (1952)
- Willibald Sauerländer (1924), La Sculpture gothique en France, 1140-1270 (Gotische Skulptur in Frankreich, 1140-1270) (1970), Le monde gothique : le siècle des cathédrales, 1140-1260 (1989)
- Anne Sauvagnargues (fr), dir. de Art et philosophie (1998)
- Fritz Saxl (1890-1948) (de), La Catégorie dans la pensée mythique (Die Begriffsform im mythischen Denken) (1922) et Lectures (1957)
- Jean-Marie Schaeffer (1952), L'art de l'âge moderne : l'esthétique et la philosophie de l'art du XVIIIe siècle à nos jours (1992)
- Marcel Schaettel, Gaston Bachelard et la lecture de l'œuvre d'art (1972)
- Meyer Schapiro (1904-1996), Style, artiste et société (Style) (1953) et Les Mots et les images (Words and pictures) (1973)
- Jean-Louis Schefer (1938), Scénographie d'un tableau (1969)
- Friedrich Wilhelm Joseph von Schelling (1775-1854), Bruno ou Du principe divin et naturel des choses (Bruno : oder über das göttliche und natürliche Princip der Dinge : Ein Gespräch) (1802), Sur le rapport des beaux-arts avec la nature (Über das Verhältniss der bildenden Künste zu der Natur) (en) (1807), Système de l'idéalisme transcendantal (System des Transzendentalen Idealismus) (1842)
- Friedrich von Schiller (1759-1805), Lettres sur l'éducation esthétique de l'homme (Briefe über die ästhetische Erziehung des Menschen) (1795)
- Friedrich Schlegel (1772-1829) (en), Dialogue sur la poésie (Gespräch über die Poesie) (1800) (en + de + fr)  (fr)
- Julius von Schlosser (1866-1938) (de) (en), Materialien zur Quellenkunde der Kunstgeschichte (1914-1920), La littérature artistique. Manuel des sources de l’histoire de l’art moderne (La letteratura artistica : manuale delle fonti della storia dell'arte moderna) (Die Kunstliteratur : Ein Handbuch zur quellenkunde der neueren Kunstgeschichte) (1924 et éd. par Otto Kurz 1956)
- August Schmarsow (1853-1936) (en), Grundbegriffe der Kunstwissenschaft (1905)
- Otto Schmitt (1890-1951) (en), Ernst Gall (1888-1958) (en); Ludwig Heinrich Heydenreich (1903-1978) (de) (en), et al., dir. de Reallexikon zur deutschen Kunstgeschichte (depuis 1937)
- Norbert M. Schmitz, Kunst und Wissenschaft im Zeichen der Moderne : exemplarische Studien zum Verhältnis von klassischer Avantgarde und zeitgenössischer Kunstgeschichte in Deutschland : Hölzer, Wölfflin, Kandinsky, Dvorák (1993)
- Alain Schnapp (1946), dir. de L'Archéologie aujourd'hui (1980), La conquête du passé : aux origines de l'archéologie (1993), dir. de Histoire de l'art. [1], Préhistoire et Antiquité (1997)
- Antoine Schnapper (1933-2004), David témoin de son temps (1980), Curieux du Grand Siècle. Collections et collectionneurs dans la France du XVIIe siècle (1994)
- Karl Schnaase (1798-1875) (en), Geschichte der bildenden Künste (1843)
- Nicolas Schöffer (1912-1992), Le Nouvel esprit artistique (varia, éd. 1970)
- Arthur Schopenhauer (1788-1860), Le monde comme volonté et comme représentation (Die Welt als Wille und Vorstellung) (1818-1844) (fr + de)
- Claude Schvalberg (1940), La Critique d'art à Paris. 1890-1969. Chronologie-bibliographie (2005)
- Hans Sedlmayr (1896-1987) (de) (en), Johann Bernhard Fischer von Erlach (1956)
- Victor Segalen (1878-1919), Chine. La grande statuaire (éd. 1972), Les origines de la statuaire en Chine (éd. 1976) (fr)
- Pierre Seghers (1906-1987), Monsù Desiderio ou le théâtre de la fin du monde (1981)
- Alain Séguy-Duclot, Définir l'art (1998)
- Pietro Estense Selvatico (1803-1880), Storia estetico-critica delle arti del disegno (1852-1956)
- Sebastiano Serlio (1475- c. 1554), I sette libri dell'architettura [Tutte l'opere d'architettura et prospettiva] (1537-1575), trad. partielle par Pieter Coecke van Aelst (1502-1550) IIIme Livre de l’architecture Sebastiee Serlii (1539-1545)
- Jean Baptiste Louis Georges Seroux d'Agincourt (1730-1814) (de) (en), Histoire de l'art par les monuments depuis sa décadence au IVe siècle jusqu'à son renouvellement au XIVe (1811-1820)
- Richard Senett
- Maurice Sérullaz (1914-1997), Peintres maudits, 1968
- Salvatore Settis (1941), L'Invention d'un tableau : "la tempête" de Giorgione (La "Tempesta" interpretata : Giorgione, i committenti, il soggetto) (1978)
- Jean Seznec (1905-1983), La survivance des dieux antiques : essai sur le rôle de la tradition mythologique dans l'humanisme et dans l'art de la Renaissance (1939)
- Anthony Ashley Cooper Shaftesbury (1671-1713) (en), Lettre sur l'art et la science du dessin (Discourse on the Arts of Painting, Sculpture, Etching, &c.) (1712), A Notion of the Historical Draught or Tablature of the Judgment of Hercules (1715), A Letter concerning Design (1732), Second Characters or the Language of Forms (éd. par Benjamin Rand, 1914) (fr)
- Mark Sherringham, Introduction à la philosophie esthétique (1992)
- Shitao (石濤, Yuanji Shih T'ao) (1641 ou 1842-1707 ou 1718), Propos sur la peinture (Huayulu) du moine Citrouille-amère (éd. 1966-1984 par Pierre Ryckmans et 1979 par François Cheng)
- Pierre-Maxime Schuhl (1902-1984), Platon et l'art de son temps : arts plastiques (1933)
- Richard Shusterman (1949), L'art à l'état vif : la pensée pragmatiste et l'esthétique populaire (Pragmatist Aesthetics : Living beauty, rethinking art) (1991)
- Sie Ho, voir Xie He.
- Paul Signac (1863-1895), D'Eugène Delacroix au néo-impressionnisme (1899)
- Kenneth E. Silver, Esprit de corps : the art of the Parisian avant-garde and the first world war, 1914-1925 (1989)
- Martina Sitt, dir. de Kunsthistoriker in eigener Sache : zehn authbiographische Skizzen (1990)
- Rodolfo Siviero (1911-1983), L'Arte e il nazismo : esodo e ritorno delle opere d'arte italiane, 1938-1963 (éd. par Mario Ursino en 1984)
- Craig Hugh Smyth (1915-2006) (en), et al., Early Years of Art History in the United States (1993)
- Dalmacio Sobrón (1927-1996), Arte como trascendendia (es) (2003)
- Philip Sohm (1951), Style in the art theory of early modern Italy (2001)
- Daniel Soulié (1959), L'Égypte est au Louvre (2007)
- Philippe Soupault (1897-1990), Écrits sur la peinture (1920-1980)
- Étienne Souriau (1892-1979), La correspondance des arts : éléments d'esthétique comparée (1947), Le sens artistique des animaux (1965), La Couronne d'herbes : esquisse d'une morale sur des bases purement esthétiques (1974), dir. du Vocabulaire d'esthétique (1990)
- Daniel Soutif (1946), Papiers journal : chroniques d'art, 1981-1993 (éd. 1994)
- Anton Springer (1825-1891) , Handbuch der kunstgeschichte (1855)
- Robert Stecker (1947), Aesthetics and the Philosophy of Art : An Introduction (2005) (fr)
- Stendhal (1783-1842), Histoire de la peinture en Italie (1817)
- Charles Sterling (1901-1991), Les Primitifs français (1938)
- Victor I. Stoichita (1949), L'instauration du tableau : métapeinture à l'aube des temps modernes (1983)
- Marilyn Stokstad (1929),	Art history (1995)
- Victor Ieronim Stoichita (1949), L'instauration du tableau : métapeinture à l'aube des Temps modernes (1993)
- Josef Strzygowski (1862-1941), Orient oder Rom: Beiträge zur Geschichte der spätantiken und früchristlichen Kunst (1901)
- Johann Georg Sulzer (1720-1779) (de), Nouvelle théorie des plaisirs [recueil traduit] (1767), Théorie générale des beaux-arts (Allgemeine Theorie der schönen Künste) (1771-1774) Google
- John Summerson (1904-1992) (en), Le langage classique de l'architecture (The classical language of architecture) (1963)
- Wylie Sypher (1905-1987) (en), éd. de Art history : an anthology of modern criticism (1963)
- Harald Szeemann (1933-2005), dir. de Live in your head : when attitudes become form : works, concepts, processes, situations, information (1969)

- Haut – A
- B
- C
- D
- E
- F
- G
- H
- I
- J
- K
- L
- M
- N
- O
- P
- Q
- R
- S
- T
- U
- V
- W
- X
- Y
- Z

## T
- Hippolyte Taine (1828-1893), Philosophie de l'art (1865-1869)
- Nikolaï Taraboukine (Nikolaĭ Mikhailovich Tarabukin) (1899-1956), Le Dernier Tableau, Pour une théorie de la peinture (Opyt teorii zhivopisi) (1916-1923 ; éd. en 1972 par Andrei Nakov (fr) et Michel Pétris), L'Art du jour présent (1925)
- Jean Tardieu (1903-1995), Le miroir ébloui : poèmes traduits des arts, 1927-1992 (1993)
- Andreï Tarkovski (Andrej Aleksandrovič Tarkovskij, (ru) Андрей Тарковский) (1932-1986), Le Temps scellé : de L'Enfance d'Ivan au Sacrifice (Zapečatlënnoe vremja) (av. 1985)
- Moritz Thausing (1838-1884) (de) (en), Albert Dürer, his Life and Works (Dürer : Geschichte seines Lebens und seiner Kunst) (1876)
- Walter Taylor (1913-1997) (en), A Study of Archeology (1948)
- Michel Thévoz (1936), Le Corps peint (1984)
- Bernard Teyssèdre (1930), Roger de Piles et les débats sur le coloris au siècle de Louis XIV (1957), L'histoire de l'art vue du Grand Siècle : recherches sur L'Abrégé de la vie des peintres, par Roger de Piles (1699) et ses sources (1964), L'art français au siècle de Louis XIV (1967), avec Catherine Backes, Gilbert Lascault, Louis Marin, etc., Les Sciences humaines et l'œuvre d'art (1969)
- Théophile (prêtre et moine) (Theophilus) (c. 1080 - ap. 1125) (de), Essai sur divers arts, en trois livres (Diversarum artium schedula) (c. 1123, éd. 1781)
- Lyne Therrien, L'histoire de l'art en France : genèse d'une discipline universitaire (1998)
- Henry Thode (1857-1920), Saint François d'Assise et les origines de l'art de la renaissance en Italie (Franz von Assisi und die Anfänge der Kunst der Renaissance in Italien) (1885)
- Jacques Thuillier (1928), Georges de La Tour (1972), Nicolas Poussin (1988)
- Ulrich Thieme (1907-1950), Felix Becker (1907-1950), dir. de Allgemeines Lexikon der Bildenden Künstler : von der Antike bis zur Gegenwart (1907-1950)
- Frank A. Tillman (1923), Steven M. Cahn, Philosophy of art and aesthetics, from Plato to Wittgenstein (1969)
- Tzvetan Todorov (1939), éd. de Théorie de la littérature : textes des formalistes russes (1965), La notion de littérature et autres essais (1987), Éloge du quotidien : essai sur la peinture hollandaise du XVIIe siècle (1993)
- Pietro Toesca (1877-1962) (en), La pittura e la miniatura nella Lombardia fino alla metà del quattrocento (1912), La pittura fiorentina del Trecento (1923)
- Léon Tolstoï (1828 - 1910), Qu'est-ce que l'art ? (Čto takoe iskusstvo ?) (1898)
- Hugh Trevor-Roper (1914-2003), Princes et artistes : mécénat et idéologie dans quatre cours Habsbourg, 1517-1633 (Princes and artists) (1976)
- Léon Trotsky (1879-1940), Littérature et Révolution (Literatura i revolûciâ) (1923-1924) ((fr))
- Serge Trottein, dir. de L'esthétique naît-elle au XVIIIe siècle ? (2000)
- Jean Trouillard (1907-1984), La Procession plotinienne et La Purification plotinienne (1955),
- Ts'ao Chao (ou Cao Zhao) (XIVe s.), Essential Criteria of Antiquities (Ko Ku Yao Lun - Gegu yaolun) (1388 ; éd. par Percival David en 1971)
- Jane Turner (1956), dir. de The Dictionary of Art (1996)

- Haut – A
- B
- C
- D
- E
- F
- G
- H
- I
- J
- K
- L
- M
- N
- O
- P
- Q
- R
- S
- T
- U
- V
- W
- X
- Y
- Z

## U
- Emil Utitz (1883-1956), Geschichte der Ästhetik (1932)

- Haut – A
- B
- C
- D
- E
- F
- G
- H
- I
- J
- K
- L
- M
- N
- O
- P
- Q
- R
- S
- T
- U
- V
- W
- X
- Y
- Z

## V
- Paul Valéry (1871-1945), Introduction à la méthode de Léonard de Vinci (1894), Pièces sur l'art (1931), Notion générale de l’art (1935) « (fr) »(Archive.org • Wikiwix • Archive.is • Google • Que faire ?) (consulté le 4 mai 2013)
- Isabel Valverde, Les notions de moderne et de modernité dans la critique d'art française de Stendhal à Baudelaire, 1824-1863 (1990)
- Wilfried Van Damme, Beauty in context : towards an anthropological approach to aesthetics (1996)
- Evert Van der Grinten (1920), Enquiries into the history of art-historical writing (1952)
- Daniel Vander Gucht, dir. de Art et société (1989), Sortie de l’art : l’art contemporain entre projet synesthétique et nécessité institutionnelle (1996)
- Nicole Vandier-Nicolas (1908-1987), Art et sagesse en Chine : Mi Fu (1051-1107) peintre et connaisseur d'art dans la perspective de l'esthétique des lettrés (1963)
- Karel Van Mander (1548-1606), Le livre des peintres. Vies des plus illustres peintres des Pays-Bas et d'Allemagne (Het Leven der doorluchtige Nederlandsche en Hoog duytsche Schilders) (1604)
- Benedetto Varchi (1503-1565) (it), « Due lezioni sopra la pittura e scultura »(Archive.org • Wikiwix • Archive.is • Google • Que faire ?) (consulté le 4 mai 2013) (1549)
- Jean-Pierre Vernant (1914-2007), Mythe et société en Grèce ancienne (1974), préf. de La Cité des Images : religion et société en Grèce antique [exposition] (1984)
- Kirk Varnedoe (1946-2003) (en), Au mépris des règles : en quoi l'art moderne est-il moderne ? (A fine disregard : what makes modern art modern) (1990)
- Giorgio Vasari (1511-1574) (en) (fr), Vite de' più eccellenti architetti, pittori, et scultori italiani, da Cimabue insino a' tempi nostri, descritte in lingua toscana (1550) puis Vies des plus excellents peintres, sculpteurs et architectes (Le Vite de' più eccellenti pittori, scultori e architetti) (1568) (éd. 1647)
- William Vaughan (1943), L'art du XIXe siècle : 1780-1850 (Arts of the 19th century : 1780 to 1850) (1989)
- Hélène Védrine, Les Grandes conceptions de l'imaginaire : de Platon à Sartre et Lacan (1990)
- Adolfo Venturi (1856-1941) (en), Storia dell'arte italiana (1901-1938)
- Lionello Venturi (1885-1961) (en), Histoire de la critique d'art (History of Art Criticism) (Storia della critica d'arte) (1936) et Art Criticism now (1941)
- Paul Verlaine, Art poétique (1882)
- Paul Veyne, Comment on écrit l'histoire ; augmenté de Foucault révolutionne l'histoire (1971), Lisibilité des images, propagande et apparat monarchique dans l'Empire romain [Article] dans Revue historique (2002)
- Georges Vigarello (1941), Histoire de la beauté : le corps et l'art d'embellir de la Renaissance à nos jours (2004)
- Vignole (1507-1573), voir Egnatio Danti et Gallica
- René Vinçon, Cythère de Watteau : suspension et coloris (1996)
- Eugène Viollet-le-Duc (1814-1879), Dictionnaire raisonné de l'architecture française du XIe au XVIe siècle (1854-1868, dont éd. de 1856), Dictionnaire raisonné du mobilier français de l'époque carlovingienne à la Renaissance (1858-1870)
- Vitruve (Ier siècle av. J.-C.), Les dix livres d'architecture (De Architectura) (fin Ier siècle av. J.-C.)
- Bernard Vouilloux, La Peinture dans le texte : XVIIIe – XXe siècles (1994)
- Michel Vovelle, dir. de L'homme des Lumières (1996)

- Haut – A
- B
- C
- D
- E
- F
- G
- H
- I
- J
- K
- L
- M
- N
- O
- P
- Q
- R
- S
- T
- U
- V
- W
- X
- Y
- Z

## W
- Gustav Friedrich Waagen (1794-1868), Über Hubrecht und Johann Van Eyck (1822), Works of Art and Artists in England (Kunstwerke und Künstler in England and Paris) (1836), Handbook of painting. The German, Flemish, and Dutch schools Handbuch der deutschen und niederländische Malerschulen (1862) (de + en)
- Martin Wackernagel (1881-1962) (de) (en) (fr), The world of the Florentine Renaissance artist (Der Lebensraum des Künstlers in der florentinischen Renaissance) (1938)
- Wilhelm Waetzoldt (1880-1945) (de), Deutsche Kunsthistoriker vom Sandrart bis Justi (1921-1924)
- Monika Wagner (de), Moderne Kunst : das Funkkolleg zum Verständnis der Gegenwartskunst (1991-1992)
- Richard Wagner (1813-1883), L'Œuvre d'art de l'avenir (Das Kunstwerk der Zukunft) (1849)
- Ingo F. Walther (1940), dir. de Les maîtres de la peinture occidentale : une histoire de l'art en 900 études de tableaux (Malerei der Welt : Eine Kunstgeschichte im 900 Bildanalysen. Von der Gotik bis zur Gegenwart) (1996)
- Aby Warburg (1866-1929) (en), Essais florentins (Gesammelte Schriften) (1893-1920 et 1932, éd. par Gertrud Bing (en)), Le rituel du serpent : récit d'un voyage en pays Pueblo (Schlangenritual : ein Reisebericht) (1923)
- Martin Warnke (1937) (de), L'Artiste et la cour : aux origines de l'artiste moderne (Hofkünstler : zur Vorgeschichte des modernen Künstlers) (1969-1985), Künstler, Kunsthistoriker, Museen, Beiträge zu einer kritischen Kunstgeschichte (1979)
- Matthias Waschek, dir. de Les vies d'artistes (1996)
- Pierre Wat (1965), Naissance de l'art romantique : peinture et théorie de l'imitation en Allemagne et en Angleterre (1998)
- Claude-Henri Watelet (1718-1786), L'art de peindre : poëme : avec des réflexions sur les différentes parties de la peinture (1760), Encyclopédie Méthodique : beaux-arts ou Dictionnaire des beaux-arts (publ. sous la dir. Pierre-Charles Lévesque (1736-1812) en 1788 et 1791 ; nouv. éd. en 1792 Dictionnaire des arts de peinture, sculpture et gravure)
- Max Weber (1864-1920), Sociologie de la musique : les fondements rationnels et sociaux de la musique (Die Rationalen und soziologischen Grundlagen der Musik) (1911 et 1921)
- Werner Weisbach (1873-1953), Et in Arcadia Ego (1930 et 1937)
- Kurt Weitzmann (1904-1993)
- René Wellek (1903-1995), Austin Warren (1899-1986), La Théorie littéraire (Theory of literature) (1942)
- Emmanuel de Waresquiel, dir. de Dictionnaire des politiques culturelles (2001)
- Daniel Wheeler, L'Art du XXe siècle de 1945 à nos jours (Art since mid-century, 1945 to the present) (1991)
- Shearer West, The Bulfinch Guide to Art History : a Comprehensive Survey and Dictionary of Western Art and Architecture (1996)
- Edith Wharton (1862-1937), Villas & jardins d'Italie (Italian villas and their gardens) (1904)
- John Edward Clement Twarowsk White (1924) (en), The birth and rebirth of pictorial space (1956), Art and architecture in Italy, 1250-1400 (1966)
- Franz Wickhoff (1853-1909) (de) (en), dir. avec Wilhelm von Hartel (1839-1907) (de) Die Wiener Genesis (1895)
- Johann Joachim Winckelmann (1717-1768), Réflexions sur l'imitation des œuvres grecques en peinture et en sculpture (Gedanken über die Nachahmung der griechischen Werke in der Malerei und Bildhauerkunst) (1755), Histoire de l'art chez les Anciens (Lehrgebäude der Geschichte der Kunst in der Altertum) (1764) (fr) (de)
- Oscar Wilde (1854-1900), Essais de littérature et d'esthétique [extraits] (Critical Works) (août 1887-1890), La critique et l'art (The Critic as Artist) (juillet et septembre 1890), (en) (fr)
- Edgar Wind (1900-1971) (en), et al. dir. de Kulturwissenschaftliche Bibliographie zum Nachleben der Antike (1934-1938), Mystères païens de la Renaissance (Pagan mysteries in the Renaissance) (1958) et Art et anarchie (BBC Reith Lectures : Art and anarchy) (1960, éd. 1963)
- Jean Wirth (1947), L'image à l'époque gothique : 1140-1280 (2008)
- Ludwig Wittgenstein (1889-1951), Tractatus logico-philosophicus (Logisch-Philosophische Abhandlung) (1921), Leçons et conversations sur l'esthétique, la psychologie et la croyance religieuse (Lectures & conversations on aesthetics, psychology and religious belief) (1966)
- Rudolf Wittkower (1901-1971) (de), Qu'est-ce que la sculpture ? : principes et procédures (Sculpture : processes and principles) (1970-1971, éd. 1977), avec Margot Wittkower (1902-1995), Les Enfants de Saturne : psychologie et comportement des artistes de l'Antiquité à la Révolution française (Born under Saturn : the character and conduct of artists. A documented history from antiquity to the French Revolution) (1963)
- Heinrich Wölfflin (1864-1945) (en), Renaissance et Baroque (Renaissance und Barock. Eine Untersuchung über Wesen und Entstehung des Barockstils in Italien) (1888), Principes fondamentaux de l'histoire de l'art (Kunstgeschichtliche Grundbegriffe) (1915), Réflexions sur l'histoire de l'art (Gedanken zur Kunstgeschichte) (1941)
- Wilhelm Worringer (1881-1965), Abstraction et Einfuhlung : contribution à la psychologie du style (Abstraktion und Einfühlung) (1908) et L'Art gothique (Formprobleme der Gothik) (1927)
- Stephen Wright (1965), « Vers un art sans œuvre, sans auteur, et sans spectateur »(Archive.org • Wikiwix • Archive.is • Google • Que faire ?) dans XVe Biennale de Paris [2006] [catalogue] (2007)

- Haut – A
- B
- C
- D
- E
- F
- G
- H
- I
- J
- K
- L
- M
- N
- O
- P
- Q
- R
- S
- T
- U
- V
- W
- X
- Y
- Z

## X
- Xénocrate de Sicyone ou d'Athènes (IIIe siècle av. J.-C. ; sculpteur) (en), Traités sur la sculpture en bronze et sur la peinture (perdus, voir Pline l'Ancien)
- Xie He (zh) 谢赫 (南朝) ou Sie Ho (VIe s.) (en), Six Canons ou règles de la peinture (绘画六法, Huìhuà Liùfǎ) (éd. par Laurence Binyon en 1911), extrait de The Record of the Classification of Old Painters (古画品录, Gǔhuà Pǐnlù) (c. 550)

- Haut – A
- B
- C
- D
- E
- F
- G
- H
- I
- J
- K
- L
- M
- N
- O
- P
- Q
- R
- S
- T
- U
- V
- W
- X
- Y
- Z

## Y
- Philip Yenawine, How to look at modern art (1991)
- Gene Youngblood (1942) (en), et l'introd. de Richard Buckminster Fuller (1895-1983), Expanded cinema (1970)

- Haut – A
- B
- C
- D
- E
- F
- G
- H
- I
- J
- K
- L
- M
- N
- O
- P
- Q
- R
- S
- T
- U
- V
- W
- X
- Y
- Z

## Z
- Roberto Zapperi (1932), Annibale Carracci : portrait de l'artiste en jeune homme (Annibale Carracci : ritratto di artista da giovane) (1989)
- Joëlle Zask, Art et démocratie : peuples de l'art (2003)
- Thomas Zaunschirm, Kunstwissenschaft : eine Art Lehrbuch (2002)
- M. Catherine de Zegher, dir. de Inside the visible : an elliptical traverse of 20th century art in, of, and from the feminine (1994)
- Federico Zeri (1921-1998), Renaissance et pseudo-Renaissance (Rinascimento e pseudo-Rinascimento) (1983), Derrière l'image (Dietro l'immagine) (1987)
- Henri Zerner (1939) (en), L'art, dans Faire de l'histoire. 2, Nouvelles approches dir. Jacques Le Goff et Pierre Nora (1974), L'Art de la Renaissance en France. L'invention du classicisme (1996), Écrire l'histoire de l'art : figurines d'une discipline (1997)
- Bruno Zevi, L'ahistoricisme du Bahaus et ses conséquences.
- Christiane Ziegler et Jean-Luc Bovot, Art et archéologie : l'Égypte ancienne (2001)
- Edgar Zilsel (1891-1944) (de), Le Génie. Histoire d'une notion de l'antiquité à la renaissance (Die Entstehung des Geniebegriffes. Ein Beitrag zur Ideengeschichte des Antike und des Frühkapitalismus) (1926)
- Anja Zimmermann (1968), dir. de Kunstgeschichte und Gender : eine Einführung (2006)
- Émile Zola (1840-1902), L'œuvre (1886), Le Bon combat : de Courbet aux impressionnistes. Anthologie d'écrits sur l'art (éd. 1974), Écrits sur l'art (éd. 1991)
- Ludovico Zorzi (1928-1983) (it), Représentation picturale et représentation théâtrale (Figurazione pittorica e figurazione teatrale) (1978)
- Federigo Zuccaro (1542 ou 1543-1609), L'idea de' pittori, scultori ed architetti (1607)
- Jeanette Zwingenberger (1962), "Hans Holbein le Jeune", L'ombre de la mort, Parkstone éd., Londres (1999)

#### Période, ensemble géo-culturel
- Préhistoire
- Afrique
- Inde
- Grèce antique
- Rome antique
- Bibliographie détaillée concernant l'art islamique
- Renaissance occidentale

#### Lieux
- Théâtre
- Musée

#### Disciplines
- Bibliographie en esthétique
- Histoire culturelle
- Anthropologie de l'art
- Économie de la culture
- Bibliographie en sociologie de l'art
- sociologues, anthropologues, ethnologues, psychologues, philosophes

#### Textes en ligne
- Gallica de la BnF et ses signets ainsi que l'europeana.
- Le « catalogue commun »(Archive.org • Wikiwix • Archive.is • Google • Que faire ?) (consulté le 4 mai 2013) et la « liste des usuels »(Archive.org • Wikiwix • Archive.is • Google • Que faire ?) (consulté le 4 mai 2013) de l'INHA et sa bibliothèque numérique, à Paris.
- (it) La Biblioteca delle « fonti storico-artistiche »(Archive.org • Wikiwix • Archive.is • Google • Que faire ?) (consulté le 4 mai 2013), École normale supérieure de Pise (voir aussi l'IMSS de Florence).
- (de) Quellen zur Geschichte der Kunstgeschichte de l'Université de Heidelberg.
- (en) archive.org.
- (en) GoogleBook et GoggleScholar.
- (en) The scholarly journal archive (JSTOR), payant.